# Bindung Isaaks

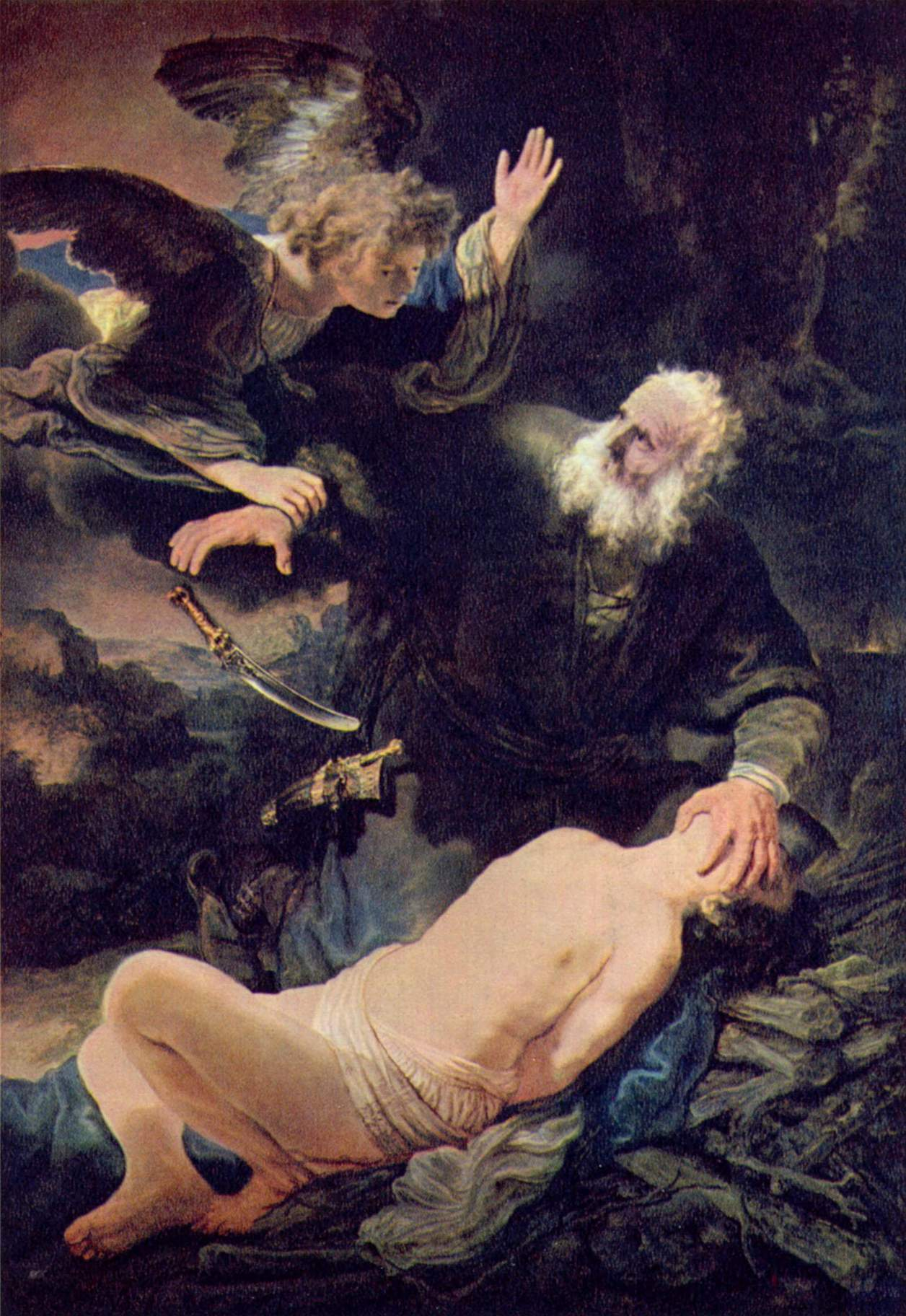
Rembrandt: Der Engel verhindert die Opferung Isaaks, Eremitage

Die Bindung Isaaks (hebräisch עֲקֵדַת יִצְחָק ‘ǎqedat jiṣḥaq) ist eine Erzählung der Tora (Gen 22,1–19 ). Gott befiehlt darin Abraham, seinen Sohn Isaak zu opfern. An der Opferstätte hält ein Engel Abraham jedoch im letzten Moment davon ab, seinen Sohn zu töten. Daraufhin wird Abraham für seine Gottesfurcht belohnt, da er bereit war, dieses große Opfer zu bringen. Die in der christlichen Tradition von der Abraham-Christus-Typologie her inspirierte Bezeichnung Opferung Isaaks wird in der neueren Fachliteratur kaum noch verwendet. Da Abraham seinen Sohn letztlich zwar gebunden (Gen 22,9 ), aber eben nicht geopfert hat (Gen 22,13 ), beschreibt die in der jüdischen Tradition seit jeher übliche Bezeichnung Akeda(h) bzw. Aqeda(h) (hebräisch עֲקֵידָה ‘ǎqedāh, deutsch ‚Bindung‘) die Erzählung präziser.
Die Geschichte hat zahlreiche Interpretationen in Judentum, Christentum und Islam erfahren. Sie spielt eine Rolle in der Liturgie und wurde in der Kunst häufig und auf verschiedenste Weise dargestellt.

## Entstehung und Einordnung
Die Erzählung von der Bindung Isaaks gehört zu den meistdiskutierten Texten der Hebräischen Bibel. In der historisch-kritischen Forschung gibt es unterschiedliche Auffassungen darüber, wann und in welchem Kontext sie entstanden ist.

### Argumente für eine spätere Entstehung
Ein Großteil der heutigen Bibelwissenschaft geht davon aus, dass die Erzählung frühestens in der Zeit des Babylonischen Exils (ab 587 v. Chr.) oder danach entstanden ist. Dafür werden mehrere Gründe angeführt:
- Theologische Konzepte: Die Erzählung setzt ein entwickeltes Gottesbild voraus, das typisch für die sogenannte deuteronomistische Theologie ist. Dazu gehören Themen wie Gehorsam, Prüfung und Rettung in letzter Sekunde.
- Katastrophenerfahrung als Hintergrund: Die Geschichte wird als Reaktion auf kollektive Traumata wie die Zerstörung Jerusalems interpretiert. Abraham erscheint als Vorbild eines Glaubens, der auch in der Krise standhält.
- Sprachliche und literarische Merkmale: Der Text verwendet überwiegend den Gottesnamen Elohim, was auf eine bestimmte Quellenschicht hinweist. Zudem wird die zweite Engelsrede (Bereschit 22,15–18) oft als späterer Einschub betrachtet.
- Einbindung in den Pentateuch: Die Erzählung greift zentrale Themen des gesamten Pentateuch auf und wird daher als „späte Erweiterung eines schon sehr weit entwickelten Pentateuch“ verstanden.[4]

### Argumente gegen eine späte Entstehung
Andere Forscher betonen, dass die Akeda auch als eigenständige, möglicherweise ältere Erzählung verstanden werden kann:
- Frühjüdische und rabbinische Rezeption: In der jüdischen Auslegungstradition wird die Akeda als integraler Bestandteil der Abraham-Erzählung verstanden, ohne Hinweise auf spätere Redaktion.[5]
- Literarische Geschlossenheit: Die Geschichte ist kunstvoll komponiert und in sich geschlossen. Das spricht für eine eigenständige, möglicherweise frühe Entstehung.[6]
- Fehlen expliziter Exil-Bezüge: Anders als viele eindeutig exilische Texte enthält Bereschit 22 keine direkten Hinweise auf das Exil, Babylon oder Jerusalem.
- Typologische Funktion: Die Erzählung bildet den Höhepunkt der Abraham-Geschichte und erfüllt eine zentrale theologische Funktion. Das spricht dafür, dass sie von Anfang an Teil des narrativen Bogens war.

## Exegese
Abraham wird von Gott angewiesen, seinen Sohn Isaak zu opfern, so die hebräische Bibel (Gen 22,2–8). Bevor das Opfer vollendet werden kann, unterbricht ein von Gott gesandter Bote Abraham, nachdem Isaak an einen Altar gefesselt worden ist, und erklärt: „Jetzt weiß ich, dass du Gott fürchtest.“ Anstelle von Isaak opfert Abraham einen Widder, nachdem er aufgeschaut und ihn entdeckt hat.

### Übergreifende Gesichtspunkte

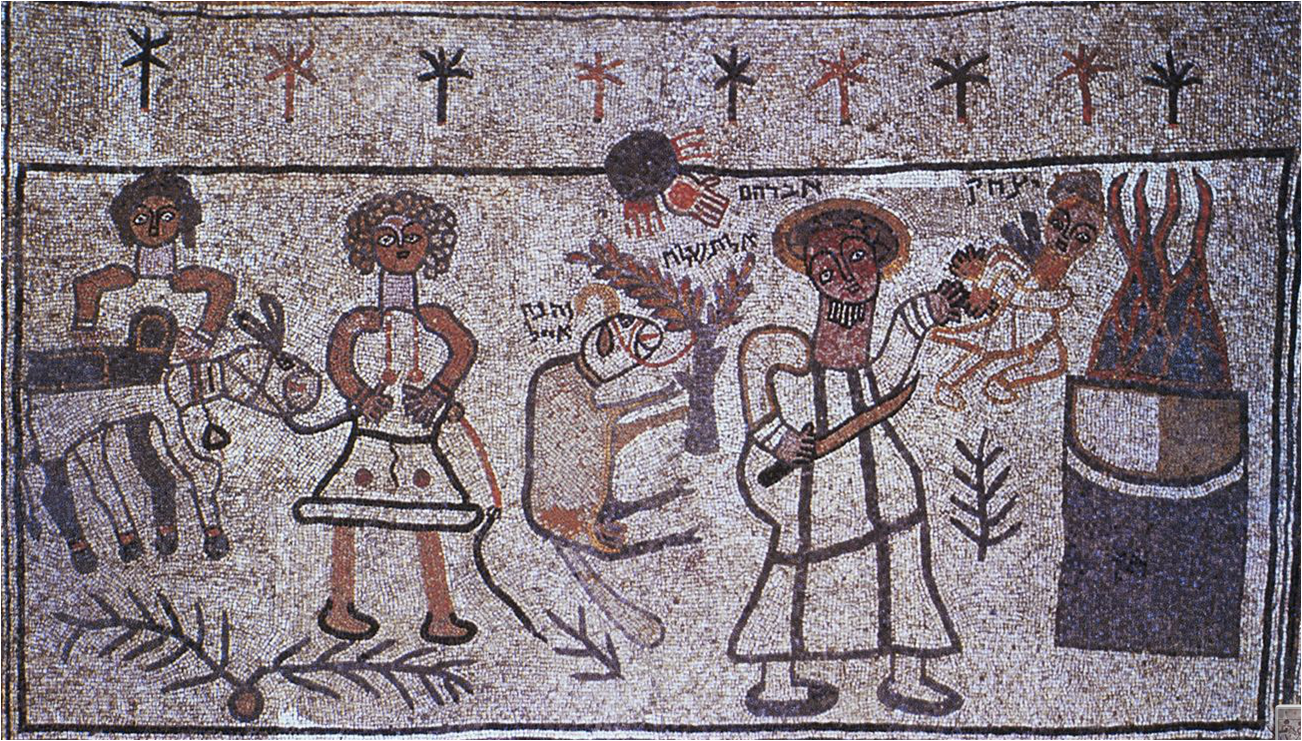
Bindung Isaaks (Mosaikfußboden der Synagoge von Bet Alpha, 6. Jahrhundert n. Chr.)

Das Anstößige der Erzählung bringt Matthias Köckert gut auf den Punkt: „Was ist das für ein Gott, der ein derartiges Opfer fordert? Was ist das für ein Vater, der sich diesem Ansinnen nicht widersetzt?“ Er greift dabei die Überlegung Kants auf, dass Abraham sich der göttlichen Anordnung aus moralischen Gründen hätte widersetzen müssen, weil der Befehl die Göttlichkeit Gottes infrage stelle: Der Maßstab Kants ist das moralische Gesetz, das Gott zu garantieren und nicht zu gefährden habe. Köckert stuft diese Interpretation aber als problematisch ein, weil Gott dadurch zum Gefangenen unserer Moral wird.
Nach der Abtrennung Ismaels (Gen 21) aus dem Erzählstrang ist nun Isaak der „einzige“ (verbleibende) Sohn Abrahams. Was in Gen 12 als Verheißungsgeschichte begann, steht nun in Gen 22 auf dem Spiel: Durch die geforderte Opferung ist eine Zukunft der Nachkommenschaft quasi unmöglich.
Der Rahmen der Erzählung wird durch die lockere Verbindungen aus V. 1a („nach diesen Begebenheiten“ [in Beerscheba]) und V. 19b (Rückkehr nach Beerscheba) mit der vorhergehenden Erzählung geschaffen. Leitwörter tragen zur Geschlossenheit der äußerst verdichteten Erzählung bei:
- Ort/Stätte (V. 2.3b.4b.9a.14)
- sehen/ersehen/sehen lassen/erscheinen (V. 4.8.13.14)
  - V. 4: Abraham sieht den Ort von ferne.
  - V. 8: Adonai wird für sich ein Schaf sehen.
  - V. 13: Abraham sieht den Widder.
  - V. 14: Morija wird als der Berg gedeutet, auf dem Adonai sieht bzw. erscheint/gesehen wird.[8]
- lautliche Anklänge von „Gott ersieht“ (elohim jiräh V. 8.14), „gottesfürchtig“ (jere elohim V. 12) und „Morija“ (V. 2)
- 3× sagt Abraham „Hier bin ich“ (הִנֵּנִי) (V. 1.7.11)
  - gegenüber Elohim, Isaak und Adonai
- 2× Isaak als „dein Sohn, dein einziger“ (V. 4.13)
- 2× der Verweis auf die Opferstätte, „die ihm Gott gesagt hatte“ (V. 3.9)
- 2× „So gingen die beiden miteinander“ (V. 6.8)

Der ökonomische Erzählstil teilt nur das Allernötigste mit, was Imaginationsräume eröffnet und Identifikation mit den Hauptpersonen ermöglicht.
V. 15–18 (die zweite Engelrede) fallen aus der Erzählung heraus, weil sie weit über die Situation hinausgehen. Auch V. 14b wechselt aus der erzählten Welt in die Welt des Erzählers und könnte daher nachgetragen sein.
Gen 22 kann als Erzählung gelesen werden, die die Theodizee-Fragen behandelt: Wozu und warum sind schreckliche Herausforderungen im Leben? Die Antwort der Erzählung auf die Wozu-Frage wäre, dass sie Prüfungen von Gott sind. Den Lesenden wird nahegelegt, ebenso auf Gott zu vertrauen wie Abraham. Die Warum-Frage wird weder explizit gestellt noch beantwortet, sondern Gott ist es, der prüft, was genug ist.
Das Leitwortfeld sehen kann wie folgt gedeutet werden: Abraham erhebt seine Augen und sieht den Ort von ferne, nachdem er wohl gedankenversunken in sich gekehrt war (V. 4). Er erhebt auch seine Augen und sieht den Widder, nachdem er wohl zu sehr mit den emotional herausfordernden Opfervorbereitungen beschäftigt war (V. 13). Dieses Sehen wird kontrastiert mit Gottes Sehen, das Abraham in seiner Antwort an Isaak erhofft und das sich später auch bestätigt und zur Namensgebung des Orts führt (V. 14a). Das Sehen Gottes ist aber nicht neutral, sondern es bedeutet Rettung (vgl. z. B. Ex 3,7: „Ich habe das Elend meines Volks in Ägypten gesehen“). Das Sehen Adonais ist also rettendes Eingreifen.

„Und Gott sah auf die Israeliten und nahm sich ihrer an.“

Das dreifache „Hier bin ich“ (הִנֵּנִי) (V. 1.7.11) verweist nicht nur auf die physische Anwesenheit, sondern auch auf die innere Handlungsbereitschaft. Im Normalfall wird ein asymmetrisches Personenverhältnis zum Ausdruck gebracht, bei dem der Untergeordnete mit „Hier bin ich“ (הִנֵּנִי) antwortet. Abraham und Gott stehen in einem wechselseitigen Vertrauensverhältnis, das überhaupt erst den Gehorsam ermöglicht. Auf beide göttlichen Interventionen reagiert Abraham mit dem „Hier bin ich“ (הִנֵּנִי) (in V. 1 und V. 11). In der Mitte dieses Spannungsbogens erfolgt die weitere „Hier bin ich“ (הִנֵּנִי)-Aussage, die er nun aber gegenüber seinem Sohn äußert, wobei es sich also auch um ein asymmetrisches Personenverhältnis handelt, hier aber nicht Gott befiehlt, sondern der Sohn redet. „In Abrahams Beziehung zu Isaak spiegelt sich die vorlaufende Beziehung Gottes zu Abraham wider.“
Gen 22 hat neben dem Hiobbuch dazu beigetragen, das Klischee vom Willkür-Gott besonders typisch herauszustellen. Vergessen wird dabei, dass die Opferung des Sohnes nicht die Intention des Textes ist, auch nicht in seinem ursprünglichen Kontext. Zu beachten ist auch der bewusste Einsatz unterschiedlicher Gottesnamen: Der determinierte Gebrauch von Elohim mit Artikel (ha 'elohim „der Gott/die Gottheit“) wird vom Erzähler nochmals in V. 3 und V. 9 aufgegriffen, wohingegen der indeterminierte Gebrauch ohne Artikel im Munde der Erzählfiguren Abraham und Gott in V. 8 und V. 12 vorkommt. Das Tetragramm wird erst in der Einleitung der erlösenden Gottesrede V. 11f verwendet. Diese Verwendung ist ebenso wenig zufällig wie die Verwendung in V. 14 und in den sekundären Versen 15 und 16. Elohim wird als Gottesname verwendet, solange die abgründige Forderung die Erzählung dominiert. Mit dem Wendepunkt in V. 11 ändert sich auch die Gottesbezeichnung (mit Ausnahme der Wendung „gottesfürchtig“ in V. 12). In der Erzählung werden zwei gegensätzliche Gotteswahrnehmungen verarbeitet: Elohim steht für den verborgenen Gott, der unerforschlich und ungeheuerlich ist. Adonai (JHWH) steht für den rettenden Gott, der sich durch seine bleibende Zuwendung auszeichnet. Es geht also theologisch zentral um die Kontrasterfahrung der Verborgenheit des rettenden Gottes. Das Paradox der Anwesenheit und der Abwesenheit Gottes drückt sich in dieser Erzählung aus. Abraham vertraut dem Gott, der sich zunächst unter seinem Gegenteil verbirgt, nicht weil dieser willkürlich wäre, sondern weil er Gott als frei und somit als Gott anerkennt. Abraham leistet nicht „Kadavergehorsam“, sondern sein Vertrauen besteht die Anfechtung, weil er nicht nur die Erfahrung des verborgenen, sondern auch die Erfahrung des rettenden Gottes macht. Die Verwendung der verschiedenen Gottesnamen sind also nicht zufällig, sondern bewusst gewählt, aber auch kein Anzeichen verschiedener literarischer Schichten. Solange sich Gott hinter seinem selbstwidersprüchlichen Befehl verbirgt, wird der Name Adonai (JHWH), der mit Israels Rettungserfahrung verknüpft ist (Ex 3,14), nicht gebraucht.
Die unterschiedliche Verwendung der Gottesnamen mit verschiedenen inhaltlichen Bedeutungen zu verknüpfen steht im Spannung zu den anderen Texten der Abrahamsüberlieferung: Auch Elohim kann erretten (Elohim heilt Abimelech, nachdem Abraham sich an Ha-Elohim im Gebet wendet – nicht an JHWH, vgl. Gen 20,17), und JHWH (und nicht Elohim) ist es, der Sodom zerstört (Gen 19,14). Für Exegeten, für die Gen 22 und Gen 19 auf einer literarischen Ebene liegen (z. B. Gese), wird die inhaltliche Aufteilung der Gottesnamen in „gut/rettend“ / „verborgen/zerstörend“ also hinfällig – ebenso für Exegeten, für die Gen 20 und Gen 22 auf derselben literarischen Ebene liegen (z. B. Blum).
Die Leerstellen der Erzählung haben dieser meisterhaft komponierten Erzählung zu ihrer Wirksamkeit verholfen. Die Wirksamkeit zeigt sich an der intensiven Wirkungsgeschichte in Medien aller Art, auch der Koran nimmt die Erzählung auf (siehe unten). Die Leerstellen fordern zur aktiven Teilnahme heraus und können nicht eindeutig aufgelöst werden. Die Forschung ist über ein Stadium pauschaler Verurteilungen dieser durchaus schwierigen, aber dadurch auch produktiven Textstelle hinweg.

### Kontextanalyse
Gen 22 kann als Höhepunkt der Abrahamerzählung gelten. Gegenüber 21 gibt es Parallelen, die in 22 fortgeführt und gesteigert werden. Die Intertextualität trägt zum besseren Textverständnis bei (vgl. z. B. Gen 12,1 mit Gen 22,2). Gen 21 kann also als ein Präludium zu Gen 22 interpretiert werden. Das kann zunächst an den Gemeinsamkeiten der beiden Erzählungen verdeutlicht werden. Als wesentliche Gemeinsamkeiten können die folgenden genannt werden:
- Es ergeht ein paradoxer Gottesbefehl, dessen Ausführung eine lebensbedrohliche Krise nach sich zieht.
- Es erfolgt die wortlose, sofortige Umsetzung Abrahams.
- Am Höhepunkt greift Gott rettend ein.
- Die Rettung geschieht durch einen Boten (Elohims bzw. Adonais).

Ein gewichtiger Unterschied liegt darin, dass in Gen 21 der Gottesbefehl aus einem menschlichen Konflikt entsteht, bei dem Gott sich gegen Abraham auf die Seite Sarahs schlägt. Allerdings wird die Härte des Befehls sofort dadurch gemildert, dass Gott auch Verheißungen über Ismael ausspricht. In Gen 22 ist die Situation deutlich offener, Abraham erhält weder eine Begründung noch eine Abmilderung.
Daneben gibt es Elemente, die gesteigert werden:
- Während Gen 21 den Wassermangel beschreibt, geht es in Gen 22 um das „Schlachten“ des Sohns.
- Während in Gen 21 Abraham eher passiv bzw. distanziert im sicheren Zuhause ist (und Hagar mit ihrem Sohn durch die Wüste irrt), ist er in Gen 22 das handelnde Subjekt mitten im Geschehen.
- Abraham ist schon in Gen 21 gehorsam. Von da her ist auch sein Gehorsam in Gen 22 zu verstehen, der zugleich klarer konturiert wird.

Daneben kann Ex 20,20 als Parallele in Betracht zu Gen 22 kommen, weil nur an diesen beiden Stellen das Prüfen Gottes mit Gottesfurcht verknüpft wird. Auch in der Theophanie aus Ex 20,20 ist Elohim durch Artikel determiniert, wie auch im anfänglichen Teil in Gen 22. Die Mitteilung des göttlichen Willens wird auch in Ex 20,20 als Prüfen aufgefasst. Die Gottesfurcht basiert nicht auf einer Entscheidung, sondern ist Resultat einer Erfahrung, die nur im Rückblick die unergründliche Dialektik von Gottes Ferne und Nähe begriffen werden kann. Die Gottesfurcht geht der Einhaltung der Gebote voraus. Sie hat die Zweckbestimmung, „dass ihr euch nicht verfehlt“. Auch in Gen 22 kann aus der Einhaltung des göttlichen Gebots auf die zugrundeliegende Gottesfurcht geschlossen werden. Ex 20,20 müssen nicht unbedingt literarisch voneinander abhängen, aber trotzdem fallen die genannten Parallelen auf. Denn sowohl Abraham als auch Mose sind Stellvertreterfiguren, die dem Volk als Vorbild dienen, das es nachzuahmen gilt.

### Einzelversexegese

#### Vers 1
„Nach diesen Begebenheiten“ erinnert an Gen 15,1, wo sich derselbe Wortlaut findet (אַחַר הַדְּבָרִים הָאֵלֶּה). Raum und Zeit bleiben aber im Ungefähren, man weiß nur, dass sie nach den Ereignissen aus Gen 21 eingeordnet werden.
V. 1 bringt den Lesenden einen Informationsvorsprung gegenüber Abraham, V. 2 einen Informationsvorsprung Abrahams gegenüber Isaak: Abraham weiß nicht, dass es sich um eine Prüfung handelt, und Isaak weiß nicht, dass er geopfert werden soll.
Die erste Vershälfte V. 1a wird am besten als Überschrift zu deuten sein, der die Lesenden darauf vorbereiten soll, was zu erwarten ist: Man weiß schon, dass die abgründige Forderung eine Versuchung/Prüfung ist. Auch in Gen 18,1 haben die Lesenden den Erkenntnisvorsprung, dass es sich nicht einfach um normale Besucher handelt, sondern um eine Erscheinung Adonais, was Abraham erst im Laufe der Erzählung herausfinden muss. Ebenso spannungsvoll beobachten Lesende auch hier, wann Abraham zu der Erkenntnis durchbricht, die der Erzähler schon vorweggenommen hat. Eine weitere Parallele ist der Hiob-Prolog, in dem auch die Lesenden wissen, dass es sich um eine Prüfungssituation handelt, aber Hiob selbst nicht (Hi 1–2). Erst in V. 12 kann Abraham erkennen, dass es sich um eine göttliche Prüfung handelt. Durch den Wissensvorsprung können Lesende den Ausgang schon antizipieren.
Die Verwendung des Artikels vor dem Gottesnamen (we ha 'elohim וְהָאֱלֹהִים) kann so gedeutet werden, dass eben dieser Gott Abraham prüft, der schon seit Gen 12,1 mit ihm unterwegs ist. Das Vertrauensverhältnis zwischen Gott und Abraham ist über eine lange gemeinsame Geschichte hinweg schon gewachsen.
Das hebräische Wort prüfen kann andernorts auch die Vergewisserung dessen meinen, was man bereits weiß (vgl. Ri 6,39). So möchte auch Gott hier Abraham nicht verunsichern, sondern ihn als bewährt erweisen. Was genau geprüft werden soll oder welche Kriterien zum Bestehen der Prüfung führt, bleibt allerdings unklar.
Gott spricht hier nur (וַיֹּאמֶר), es ist nicht etwa von einer Erscheinung an einem bestimmten Ort die Rede (wie etwa in 18,1). Die Antwort Abrahams „Hier bin ich“ (הִנֵּנִי) ist weniger lokal gemeint, sondern drückt sein Verhältnis zu Gott aus, seine Bereitschaft, auf den Ruf zu hören.

#### Vers 2
Hier spricht Gott drei Imperative. Der erste bezieht sich auf Isaak, der mittlerweile der einzige Sohn ist, weil Ismael vertrieben wurde (21,14.20). Ohne Isaak wären die Verheißungen Gottes nicht mehr zu erfüllen. Die Angabe, dass Abraham ihn lieb hat, hat einen emotionalen Klang.
Der zweite Befehl enthält die Ortsangabe „Land Morija“, ein unbekannter Ort, der sonst nur noch in 2Chr 3,1 (als „Berg Morija“) vorkommt und dort den Tempelberg bezeichnet. Es ist aber keine präzise Ortsangabe, sondern es geht um einen Berg, den Gott noch zeigen wird. Diese Unbestimmtheit erinnert an den Befehl Gottes an Abram in Gen 12,1, an einen zunächst unbestimmten Ort zu ziehen.
Der dritte Befehl erscheint durch die emotionale Färbung des ersten („den du liebst“) umso härter: Der Sohn soll als Brandopfer dargebracht werden. Bei Brandopfern gibt es keine Überreste, die als Opfermahlzeit verzehrt werden könnten, sondern das geschächtete, ausgeblutete und zerteilte Opfertier wird gänzlich verbrannt, weswegen es auch als ein Ganzopfer (kalil) bezeichnet wird.
Die Aufforderungen stellen Abraham in einen unlösbaren Konflikt: Sowohl die Verweigerung des Gehorsams als auch der Gehorsam machen die Zukunftshoffnungen zunichte; denn Abraham kann von Gott keinen Segen erwarten, wenn er ihm nicht gehorcht; und wenn er gehorcht, vernichtet er selbst seine Zukunft. Der Verlust des Sohnes ist in altisraelitischer Vorstellung schlimmer als der Verlust des eigenen Lebens, denn nur durch den Sohn kann die Familie weiterbestehen und das Totenandenken an den Vater gepflegt werden. Wenn der Sohn stirbt, gibt es auch keine Erinnerung an den Vater mehr.

#### Vers 3
Abraham macht sich frühmorgens, also unverzüglich, auf und trifft die Opfervorbereitungen (Esel satteln, Diener und Sohn mitnehmen), weswegen für ihn schon das Opfer beginnt. Die Antwort Abrahams ist sein stummer Gehorsam.
Auch andernorts macht sich Abraham frühmorgens auf, wie etwa bei der „Opferung“ bzw. beim Verlust seines anderen Sohnes Ismael (Gen 21,14) oder beim Untergang Sodoms (Gen 19,27). Auch in Gen 21,14 hebt das sofortige Aufbrechen den unbedingten Gehorsam Abrahams hervor: Er tut das, was Gott will, obwohl es seinem eigenen Willen höchstwahrscheinlich entgegensteht.
Erstaunlich ist, dass dieser Gehorsam Abrahams mit dem Gehorsam Abimelechs parallelisiert wird, der auch frühmorgens aufsteht, um der Anordnung Gottes zu gehorchen (Gen 20,8).
Indirekt lässt sich hieraus schließen, dass Gott in V. 1–2 des Nachts zu Abraham geredet hat. Die in V. 2 sich steigernde Reihenfolge der Objekte („Nimm doch deinen Sohn, deinen einzigen, den du liebhast, den Isaak!“) wird kontrastiert mit der abfallenden Reihenfolge von Abrahams Handlungen (Aufstehen, den Esel anschirren, zwei Knechte nehmen, dann den Isaak; dann Opferholz spalten, sich erheben, losgehen). Das Holzspalten ist eigentümlicherweise die letzte Handlung vor dem Aufbruch. Sie verschafft Abraham eine letzte Atempause, auch wenn sie aufgrund der Zweckbestimmung („zum Brandopfer“) sehr bedrückend ist.

#### Verse 4–5
Was auf dem drei Tage langen Weg passiert, ob oder was gesprochen wird usw. wird nicht erzählt. Diese und andere Leerstellen haben kreative Deutungen ermöglicht, wie etwa die Ausmalungen in Kierkegaards Furcht und Zittern.
Abraham teilt seinen Dienern mit, dass er und sein Sohn anbeten wollen. Anbetung kann auch andernorts durch Opfer geschehen (1Sam 1,3).
Die Aussage, dass sie beide zurückkehren, kann als gut gemeinte Verschleierung des tatsächlichen Vorhabens gedeutet werden: Der Vater möchte das Schreckliche nicht zur Falschen Zeit aussprechen. Oder man versteht diese Aussage als Andeutung auf Abrahams Hoffnung, dass entgegen dem Augenschein sich noch ein anderer Ausweg ergibt.
Vom Ende der Geschichte her gelesen ist Abrahams Aussage nicht falsch, weil sie ja sowohl opfern und – wie man zwischen den Zeilen vermuten kann – auch beide zurückkehren.
Die Aussage über die Rückkehr der beiden ist also mehrdeutig und kann in mindestens zwei Richtungen verstanden werden: Zum einen dient sie der Beruhigung der Diener, zum anderen der Selbstberuhigung aufgrund der paradoxen Hoffnung auf ein göttliches Rettungshandeln.
Isaak wird in V. 5 als „Junge“ bezeichnet. Die Erzählung spielt auf jeden Fall innerbiblisch nach der Entwöhnung (Gen 21). Der Junge muss nach der Erzählung zumindest in der Lage gewesen sein, zu laufen, zu sprechen und Holz zu tragen. Josephus (Antiquitates 1,227) und das Jubiläenbuch 16,15 nehmen ein Alter von 25 Jahren an. Die rabbinische Exegese (Midrasch Tanhuma) nimmt ein Alter von 37 Jahren an, weil Sarah unmittelbar danach (23,1) im Alter von 127 Jahren starb und bei der Geburt etwa 90 Jahre (17,17) alt war.

#### Vers 6–8
Vater und Sohn sind jetzt allein, nachdem die Diener zurückgelassen wurden. Isaak trägt das Opferholz, auf dem er später liegen wird, ohne das zu wissen. Abraham hat Feuer, das durch das Aneinanderschlagen von Steinen erzeugt wurde (2Makk 3,10). Das Messer ist für die Schächtung gedacht.
Hier findet der einzige kurze Wortwechsel zwischen Vater und Sohn statt. Die innige Beziehung wird durch die jeweilige Anrede „mein Vater“ und „mein Sohn“ nochmals unterstrichen. Abraham steht zwischen der Forderung Gottes und seinem Sohn – beiden antwortet er mit „Hier bin ich“ (הִנֵּנִי vgl. auch V. 1). Durch die Antwort, dass Gott sich um das Opfertier kümmern wird, bringt Abraham auch angesichts der Opferstätte sein Vertrauen in Gott zum Ausdruck. Entgegen aller Erwartung sagt Abraham auch hier die Wahrheit, ohne es schon genau wissen zu können – denn letztlich sorgt Gott für ein Ersatzopfer. Er hofft gegen den Augenschein auf andere Willensbekundungen Adonais.
Das Gespräch hat sowohl retardierende als auch zentrierende Funktion aufgrund seiner Länge und inneren Ruhe. Isaak, der bisher passives Objekt von Gottes Befehl und Abrahams Handlung war, wird nun aktiv, indem er selbst die Initiative ergreift und das Problem der Situation anspricht. Es wird der Eindruck eines mündigen Jungen erweckt.

#### Verse 9–10
Das Bauen des Altars erinnert an Gen 12,7.8. Das Opfertier zu binden ist für ein Brandopfer sonst ungewöhnlich. Abraham tut es aber hier (V.9) und diese Tat wird in jüdischer Tradition zum Titel der ganzen Erzählung: Die aqedah (Bindung) Isaaks.
Das hebräische Verb „binden“ (ויַּעֲקֹד) ist ein Hapaxlegomenon, was die Einzigartigkeit des geschilderten Geschehens hervorhebt. V. 9–10 bilden den Höhepunkt der Erzählung, weil hier der Ort endlich erreicht wird. Das explizite Subjekt der Handlungen (Altar bauen, Holz schichten Isaak binden) ist Abraham. Dennoch kommt der Eindruck eines möglichen Einverständnisses des Sohnes auf, der Isaaks Kooperation vermuten lässt. Die Erzählung scheint beim Bild des erhobenen Messers drastisch einzufrieren.

#### Verse 11–12
Der unlösbare Konflikt kann nur von Gott selbst gelöst werden, denn vor Gott kann nur Gott retten. Abraham hat es mit dem einen Gott zu tun, der ihn erst als „der Gott“ (ha elohim V. 1) anspricht, nun aber durch den Boten Adonais spricht. Anders als in V. 2 wird hier die Anrede an Abraham verdoppelt („Abraham, Abraham“), was eine Steigerung andeutet. In Anschluss an Blum stellt Köckert fest: Der rettende Gott offenbart sich im Tetragramm, der rätselhafte Gott, der sich hinter seinem Drohbefehl verbirgt, wird mit als „der Gott“ (ha elohim) bezeichnet.
Abraham hat sich bewährt, und jetzt weiß Gott mehr als in V. 1. Die Erfüllung des Befehls wird als Gottesfurcht ausgezeichnet. Die Gottesfurcht besteht nicht in der Opferung, sondern darin, dass Abraham Gott seinen Sohn „nicht vorenthält“, also das Geschick des Sohnes in Gottes Hand legt. Abraham gehorcht aber nicht blind oder absolut, sondern vertraut Gott aufgrund aller bisherigen Erfahrungen, die es überhaupt erst ermöglichen, der Stimme aus V. 2 zu folgen in der Hoffnung, dass dies nicht Gottes letztes Wort sein kann.
Die Kategorie der Gottesfurcht hat hierbei eine retrospektive Struktur. Ein konkretes Beispiel für Abrahams Gottesfurcht kann in der Interpretation von V. 6–8 gesehen werden, nach der Abraham hofft, dass Gott sich ein Opfer ersehen und somit die Situation lösen wird. Obwohl das von Gott ursprünglich Geforderte nicht bis zum bitteren Ende durchgeführt wird, ist die Bereitschaft schon das gültige Opfer, die höher als der tatsächliche Vollzug gewichtet wird. Die Gottesfurcht ist ein konkreter Vollzug, der mit dem Risiko der Selbstaufgabe einhergeht: Der Mensch muss sich selbst als Mensch verlassen, um Gott Gott sein zu lassen. Darin wird aus christlicher Sicht die neutestamentliche Kreuzestheologie präfiguriert.

##### Verse 13–14
Die Opferung des Sohnes muss nicht vollzogen werden, da Abrahams Gehorsam an die Stelle des Opfers getreten ist. Aber der Dank für die Erlösung wird durch die Opferung des Widders ausgedrückt. Auch hier erhebt Abraham seine Augen, aber nicht voller Sorgen wie wohl in V. 4, sondern der befreite Blick kann nun den Widder im Gestrüpp sehen. Erst nach der befreienden Unterbrechung Adonais kann Abraham den Widder wahrnehmen, der nun als Opferersatz anstelle seines Sohnes dient. Hier endet wohl die ursprüngliche Erzählung zusammen mit der Rückkehrnotiz, die mittlerweile in V. 19 gerutscht ist. V. 15–18 sind wohl nachträgliche Einschübe.
Abraham benennt die Stätte nun nach dem, worauf er schon in der Antwort an seinen Sohn gehofft hatte, nämlich, dass „Adonai ersieht“ (יִרְאֶה jireh), was mit der Bezeichnung des Berges verknüpft wird, auf dem Adonai erscheint (יֵרָאֶה jeraäh). „Der Ort, den Gott ihm gesagt hatte“ erinnert an die deuteronomische Formulierung „der Ort, den Adonai erwählen wird“ (z. B. Dtn 12,5.14.26), womit der Jerusalemer Tempel gemeint ist. Nach Ps 78,8 ist der Zion die Stätte, wo der Gott der Götter erscheint (jeraäh). Diese versteckten Verbindungslinien vom Jerusalemer Tempelberg und der Abrahamsgeschichte lassen sich damit erklären, dass schon David traditionell als Begründer des Tempelheiligtums gilt. Auch opfert Abraham nur hier (obwohl er sonst auch viele Altäre baut), was auf die Anweisung Rücksicht nimmt, dass nur in Jerusalem geopfert werden darf (Dtn 12,13f; 2Kön 23,8).

#### Verse 15–18
Hier werden Abrahams Gehorsam und Gottes Zusagen in Verhältnis von Voraussetzung und Lohn gebracht. Abraham hört auf die Stimme Gottes, was sonst auch mit Tora-Gehorsam verbunden wird. Er wird zum Vorbild für die Nachkommen. Und außerdem kommt sein Verdienst den Nachfahren auch stellvertretend zugute (Gen 26,3–5.24).
Worauf der Gehorsam genau bezogen ist, bleibt unklar: Bezieht er sich auf den Gehorsam, Isaak zu binden, oder auf den Gehorsam, ihm nichts anzutun.
Dadurch, dass Nachkommenschaft, Landverheißung und universaler Völkersegen Abraham erneut zugesagt werden, aber den Gehorsam als eine Bedingung dafür erscheinen lassen, bekommt die sonst recht offen gehaltene Erzählung einen rationalen Zug göttlicher Pädagogik.

#### Vers 19
Dieser Epilog, der die Geschichte beschließt, ist überraschend, weil man sich fragen muss, wo Isaak geblieben ist. Die bisherige Erzählung würde nahelegen, dass beide zu den Knechten zurückkehren und nicht nur Abraham. Auch der weitere Verlauf von 1. Mose setzt Isaak voraus. Man kann die Leerstelle so deuten, dass es primär um Abrahams Prüfung geht, für die Isaak nur ein Objekt ist, das nicht nochmals explizit erwähnt werden muss. In jüdischen Traditionen wird Isaak entweder von Abraham zu Sem geschickt, um die Tora dort im Garten Eden zu lernen, oder er wurde tatsächlich geopfert – oder sei beim Anblick des Messers gestorben –, aber mit direkt anschließender Auferstehung. Die Leerstelle kann auch so gedeutet werden, dass sie vom Erzähler bewusst geschaffen wurde, um zu verdeutlichen, dass für Isaak das Leben nicht einfach so weitergehen kann wie bisher.
Eine mögliche Deutung der bleibenden Wirkung, die diese Begebenheit auf Isaak gehabt haben muss, ist die Variante in Kierkegaards „Furcht und Zittern“, in der Isaak seinen Glauben an Gott verliert.
Wenn Isaak im Sinne der Zweisamkeit aus V. 6–8 einfach mitgedacht werden kann, bleibt trotzdem die Frage, warum er nicht erwähnt wird. Wie jedes andere Detail scheint auch diese Undeutlichkeit beabsichtigt, denn die Lesenden werden zum Weiterdenken angeregt und dazu gebracht, die Perspektive Isaaks einzunehmen, der wohl nun nicht ohne Weiteres wieder in einen Alltag zurückkehren kann.

## Jüdische Sicht auf den Text
Maimonides argumentiert in seinem Werk Führer der Unschlüssigen, dass der Bericht über die Bindung Isaaks zwei wichtige Vorstellungen vereine. Erstens zeigt Abrahams Bereitschaft, Isaak als Opfer darzubringen, die Grenzen der menschlichen Fähigkeit zu Liebe und Ehrfurcht vor Gott. Zweitens veranschauliche der Bericht, wie prophetische Offenbarungen, auch wenn sie in Träumen oder Visionen erscheinen, dieselbe Gewissheit haben wie philosophische Argumente, weil Abraham eine prophetische Vision dessen, was Gott ihm befohlen hatte, befolgte.
Der Text ist in einigen Traditionen Bestandteil des Morgengebets.

## Christliche Sicht auf den Text

### Klaus W. Hälbig
Im Folgenden wird eine „Neubuchstabierung des christlichen Glaubens im Licht jüdischer Mystik“ nach Klaus W. Hälbig referiert. Zugrunde liegt die kabbalistische Bibelinterpretation Friedrich Weinrebs, die zu Elementen altkirchlicher bzw. patristischer Exegese, kunstgeschichtlichen und religionswissenschaftlichen Beobachtungen in Beziehung gesetzt wird. Dabei werden die Linien bis zum theologischen Werk Joseph Ratzingers ausgezogen.

#### Text und Interpretation

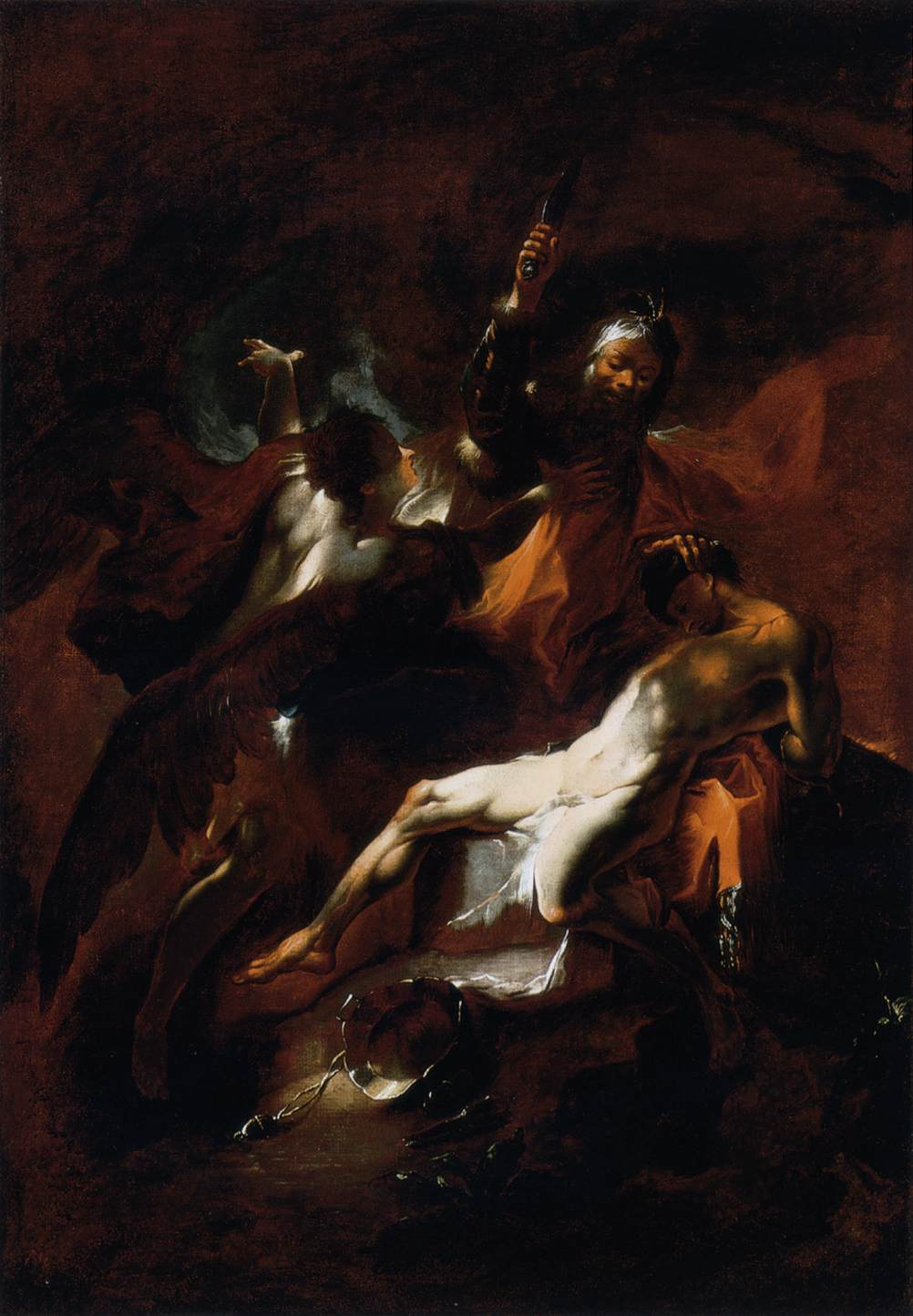
Interpretation des Themas im Spätbarock von Franz Anton Maulbertsch

Laut Renate Brandscheidt handelt es sich bei dem Text um eine „theologische Summe“ von großer Aussagedichte und Hintergründigkeit. Die „theologische Lehrerzählung“ aus dem zweiten vorchristlichen Jahrhundert stellt „eine Glaubensorientierung fundamentaler Art über den Weg Israels mit Jahwe“ dar; nach ihrer literarischen Gestalt handelt es sich um eine „parabolische Geschichtsdarstellung“, so dass „nicht die empirisch fassbaren Vorgänge, sondern deren metahistorischer Aussagegehalt“ zur Darstellung gelangt, weshalb die historisch-geographischen Angaben (aber nicht nur sie) „typologisch-symbolisch auszulegen“ sind. Zu beachten ist hier vor allem die Symbolik des Berges und des Namens Morijah, die einen inneren „Aufstieg“ zur Einheit der Gegensätze andeutet, wie es die Christliche Mystik verstand und etwa in der coincidentia oppositorum bei Nikolaus von Kues begegnet.
Die Bewahrung Isaaks vor dem Tod im letzten Augenblick durch himmlische Verfügung (Gen 22,12) bedeutet nicht, dass die Opferung nicht stattgefunden hätte oder unvollendet geblieben wäre (vgl. Hebr 11,17 ; Jak 2,21 ), sondern sie wird in der jüdischen wie christlichen Überlieferung als Hinweis auf die darin präfigurierte Überwindung des Todes zum neuen Leben der Auferstehung verstanden (Hebr 11,19 ). Die Erzählung wirft die schwierige Frage nach dem Verhältnis von Glaube und Vernunft (Ethik) auf, was zumindest nach katholischer Lehre in keinem prinzipiellen Widerspruch stehen kann (s. Fides et ratio). Eine äußere Nachahmung Abrahams (s. u. 9) verkennt den hintergründigen Sinn des Textes.

#### Die Bindung Isaaks in der Gematria
Die Gematrie nimmt an, dass den biblischen Erzählungen in sinnlichen Bildern Zahlen als geistige Prinzipien der Sinndeutung zugrunde liegen. Friedrich Weinreb erläuterte: Der Weg der Schöpfung führe von der Einheit in Gott über die Zweiheit der Gegensätze des Endlichen oder der Welt zurück zur Einheit. Das Geist-Prinzip der Einheit drücke sich aus in den ungeraden Zahlen 1 (10, 100), 3 (30, 300) und 5 (50, 500), das Materie-Prinzip der Zweiheit in den geraden Zahlen 2 (20, 200), 4 (40, 400) und 6 (60, auch 666, vgl. Offb 13,8 ). Im „Bund“ würden die Gegensätze der zwei Seiten der Schöpfung, von männlicher (3) und weiblicher (4), zu den sieben Schöpfungstagen (Gen 1 ) hochzeitlich verbunden. „Die ‚Drei‘ und die ‚Vier‘ als Gegensatz zwischen dem Männlichen und dem Weiblichen kennzeichnen den siebten Tag, denn 3 + 4 = 7. Doch mit der Vollendung des siebten Tages wird daraus 32 + 42 = 52. Das ist der Sinn des siebten Tages. Immer wenn die Gegensätze einander gefunden haben, kommt die Frucht.“

##### Einheit der Gegensätze
Um die Vollendung zu erreichen, so Weinreb, stärke der Bund das himmlische Geist-Prinzip der Einheit – der Geist Gottes (Gen 1,2 ) oder ruach elohim, 200-6-8 1-30-5-10-40, hat den Zahlenwert 300. Er ziele also auf das Einswerden der Zweiheit des Geschaffenen (hebr. bara = ‚erschaffen‘ ist in Zahlen 2-200-1) und damit auf das Leben als Einheit der Gegensätze auf höherer Ebene, symbolisiert in der Zahl Acht (8 = 23) oder dem achten Tag als Vollendung des siebten Tages. Ohne das Geist-Prinzip werde das irdische Materie-Prinzip der Zweiheit absolut, es führe dann zu Entzweiung, Zweifel und Zwietracht, letztlich zum Tod (hebr. meth, 40-400, oder maweth, 40-6-400). Statt der Hoffnung des „Geistes“ auf die Einheit des „Himmels“ werde das Streben des „Fleisches“ nach der Vielheit des Irdischen oder das Beharren im Endlichen und Diesseitigen bestimmend; dann erscheine, so Weinreb im Anschluss an Formulierungen des Paulus von Tarsus, der Tod als „Sold der Sünde“ (Röm 6,23 ; vgl. Röm 5,12 ; 19–30 ; Phil 3,18–21 ). Die Einheit der gegensätzlichen Prinzipien 3 und 4 zeige sich auf der Ebene der Hunderter als Einheit von 300 und 400, den Zahlenwerten der zwei letzten Buchstaben des hebräischen Alphabets Schin und Taw (vgl. den Namen Scheth: Gen 5,3 ). Mit der Kurzform des Gottesnamens Jahwe (Jah) bilden Schin und Taw den Begriff schethi-jah. Der ewen scheti-jah sei der Grundstein der Schöpfung. Auf ihn lege Jakob sein Haupt beim Traum von der Himmelsleiter, den er dann zum Grundstein für das „Haus Gottes“ (Beth-el) mit Öl salbt (Gen 28,18f ).

##### Ort der Erlösung
Weinreb führt weiter aus: Der ewen schethi-jah liege im Allerheiligsten des Jerusalemer Tempels vor der Bundeslade. Er versinnbilde die Mitte oder den Ursprung der Schöpfung (das erste Wort der Bibel, Bereschith, liest er als be-resch-ith: beth = Haus bzw. Leib und resch = rosch als Haupt, Anfang, das heißt als Bund von Haupt und Leib oder Himmel und Erde, vgl. Kol 1,15–18 ). Beim Traum von der Jakobsleiter heiße dieser Ursprungspunkt oder Ort des Anfangs „Lus“ (Gen 28,19 ), was „Nuss“ oder „Mandel“ bedeutet, die in der jüdischen Überlieferung als achte Frucht gezählt wird (der Mandelbaum blüht als erster noch im Winter und ist so Zeichen der „Auferstehung“ im Frühling). Weinreb kommentiert: „Jakob legt sich also an den Ort der Mandel, den Ort des achten Tages, den Ort der Erlösung. Dann sieht er den Himmel sich öffnen und schaut Gott.“
Die Hersteller Benediktinerin Photina Rech legte 1966 mit Inbild des Kosmos einen liturgietheologischen Entwurf in der Tradition Odo Casels vor. Darin führt sie aus, dass auch Christus mit der Mandel zu tun habe, da er in der christlichen Ikonografie in der achtförmigen Mandorla dargestellt werde. Und ähnlich wie in der fünfteiligen Tora in ihrem mystischen Verständnis als Jakobsleiter hat man auch im Kreuz, das Himmel und Erde verbindet, die Himmelsleiter gesehen (Joh 1,51 ).
Im „Aufstieg zum Himmel“ und im „Schauen Gottes“ liegt nach Friedrich Weinreb der eigentliche Sinn der Opferung Isaaks, weshalb eine enge Analogie zum Jakobstraum bestehe: „Und ohne es zu wissen, liegt Jakob dort auf dem ‚ewen schetijah‘, auf dem Ursprung der Welt, dem Stein ‚ewen‘, aus dem die Welt entsteht. […] Dort ist der erste Punkt, von dem die Kristallisation der Welt ihren Ausgang nahm, dort ist der ‚reschith‘. An diesem Punkt beginnt die Welt, an diesem Punkt legt der Mensch sein Haupt nieder.“ Und: „Auf diesem Stein bringt, nach der Überlieferung, Abel sein Opfer, dort kommt er Gott näher. […] Von diesem Stein aus, sagt man, wird Henoch zu Gott in den Himmel genommen (1. Mose 5,22 ). Auf diesem Stein, heißt es, wird Isaak, der verheißene Sohn, Gott dargebracht, und auf dem ‚ewen schetijah‘ ruht im Tempel, der Wohnung Gottes, das Allerheiligste.“

#### Beschneidung und Opfer

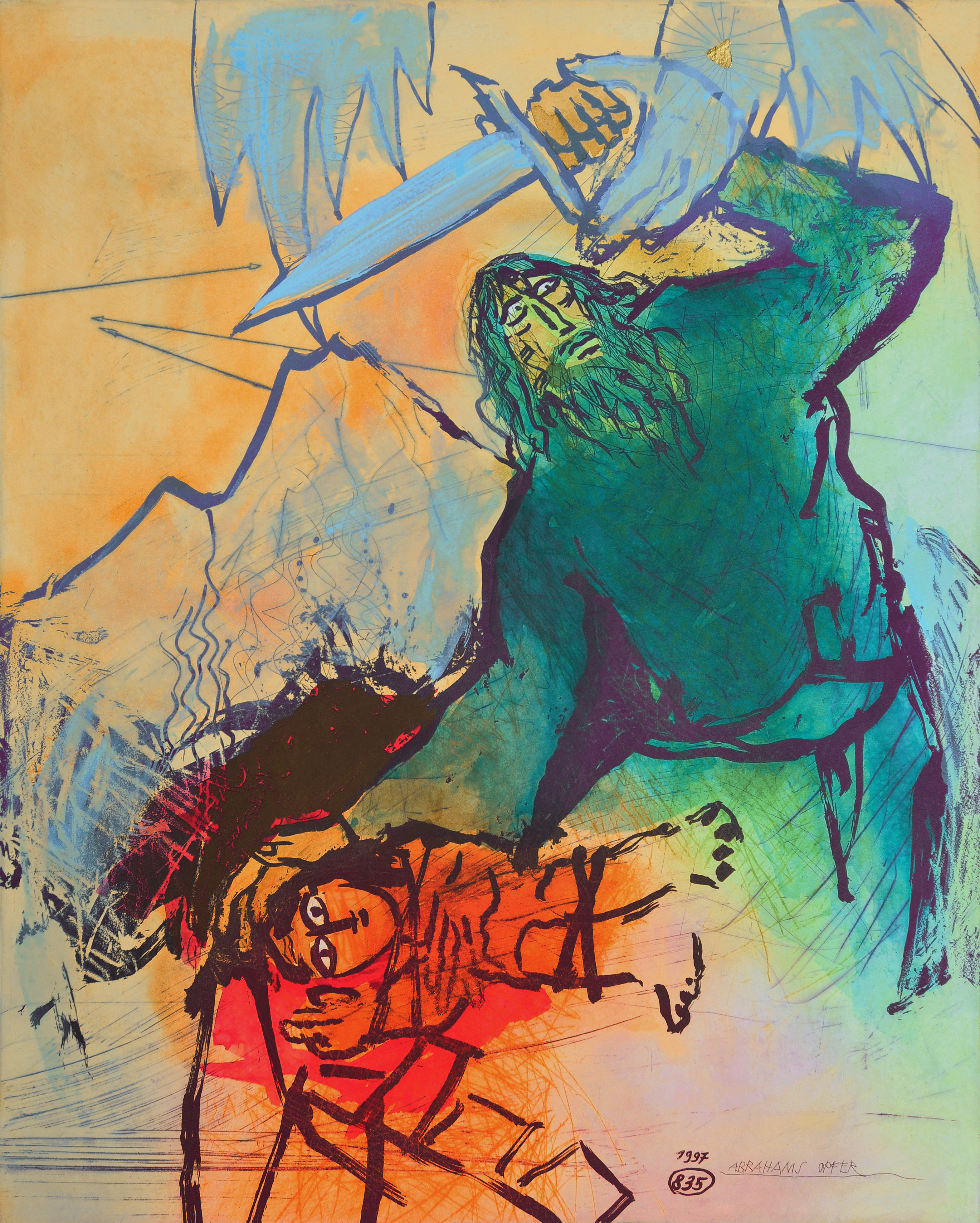
Abrahams Opfer von Adi Holzer. Handkolorierte Farbradierung, 1997.

Isaak ist der Erste im Alten Testament (Gen 21,4 ) Genannte, der am achten Tag nach seiner Geburt beschnitten wurde und bei dem diese Beschneidung bedeuten oder besiegeln sollte, er sei in einen „Bund“ mit Gott aufgenommen.
Der jüdisch-chassidische Erzähler und Schriftsteller Friedrich Weinreb (1910–1988) schrieb dazu, Beschneidung als Zeichen des Bundes bedeute das Stärken des Geist-Prinzips im Wegnehmen bzw. Zurückdrängen der Umhüllung des Fleisches, „damit der Kern sichtbar wird; sie [die Umhüllung] wird aber nicht vernichtet, sondern nur zurückgeschoben. Das ist also die ‚brith‘, die Brücke, der Bund.“ Durch die Beschneidung werde

„der Körper zur Demut geführt und einer Ordnung unterworfen, die aus einer anderen Welt hervorgeht als jene, die den Körper regiert. […] Der Körper kehrt erst durch die ‚mila‘ [Beschneidung] zurück. Und darum ist das ‚korban‘ [Opfer] im Grunde nichts anderes als die ‚mila‘. Es besteht darin, dass der Körper zu Gott gebracht wird, wodurch er zum Bund wird, zur Verbindung, zur Brücke zwischen dieser und der anderen Welt. Durch das ‚korban‘ kommt der Mensch zu Gott.“

Beschneidung und Opfer haben in Weinrebs Deutung denselben Zweck: den im Sündenfall „Fleisch“ gewordenen Menschen wieder mit Gott, der „himmlischen“ Seite oder dem „Geist“ zu verbinden und so den „Bund“ wiederherzustellen.
Ähnlich verstand Paulus möglicherweise das Kreuz Christi: „Alle, die zu Jesus Christus gehören, haben das Fleisch und damit ihre Leidenschaften und Begierden gekreuzigt. Wenn wir aus dem Geist leben, dann wollen wir dem Geist auch folgen“ (Gal 5,24f ). Mit dem Kreuzigen sei sozusagen die „Beschneidung des Herzens“ gemeint (vgl. Röm 2,29 ; Kol 2,11 ; Dtn 30,6 ); sie liege in der Linie des inneren Sinns der äußeren Beschneidung.
Weil bei der Beschneidung Blut vergossen wird (vgl. Ex 4,24–26 ), sah Weinreb in ihr auch eine Form des Opfers oder ein pars-pro-toto-Opfer, das mit dem Opfer des Lammes und dem „Blut des Bundes“ zusammengehöre (Hebr 9,20–22 ):
"Das Blut des Lammes und das der Beschneidung sagen dasselbe. Dieses Blut kündet vom Unsichtbaren, das im Haus (hebr. beth = Zwei) erkannt wird und das dann die Türe zeichnet, die Daleth, die Vier. Abraham hat diese Beschneidung erfahren. Von da an ist sein Haus durch das Lamm gezeichnet und seine Tür öffnet sich als Verbindung zur Welt des Verborgenen.
Die Zahl Zwei (beth = Haus und Welt) steht laut Daniel Krochmalnik biblisch für die endliche Welt, die Zahl Vier für die manifeste oder materielle Körperwelt, die mit der Eins als Zahl der verborgenen Einheit Gottes, des Unendlichen und des Himmels zu verbinden ist. Dieses 1-4-Prinzip symbolisiere den Bund, wobei der Mensch als Adam, hebr. a-d-m oder 1-4-40, selbst diese Verbindung von Himmel (1) und Erde (4) verkörpere. Das Weglassen der Eins (Aleph) oder der himmlischen Geist-Dimension in der Sünde als Bundesbruch mache aus A-dam bloß dam (4-40), das heißt „Blut“ oder die sterbliche Leib-Seite. Bei der Prüfung Abrahams bei der Akedah handele es sich um die abschließende zehnte Prüfung; die erste sei der Wegzug aus der Heimat (Gen 12,1 ) gewesen, die fünfte die Beschneidung (Gen 17 ).

#### Die mystische Dimension der Opferung Isaaks
Der Verbindungspunkt zur anderen, jenseitigen Welt der Einheit wird biblisch auch durch das Horn (hebr. keren) des Opfertiers zum Ausdruck gebracht; deshalb galten oder gelten manchen nur Tiere mit Hörnern als Opfertiere geeignet. (Quelle ?)

##### Widderhorn

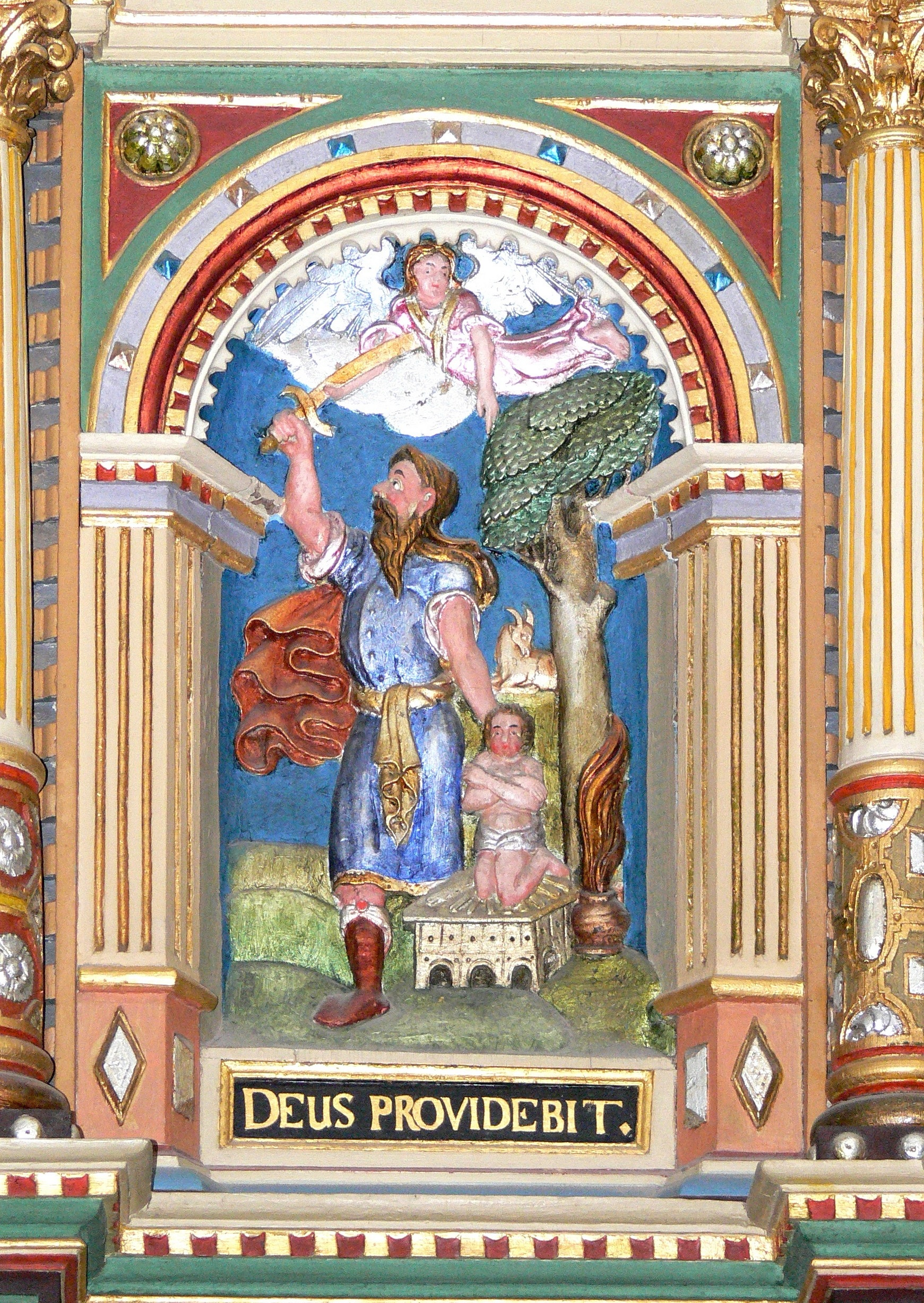
Anonymer Meister: Opferung Isaaks, Kanzel, Dom zu Ribe, Dänemark, um 1597. Die lateinische Inschrift bedeutet „Gott wird vorsorgen“.

Nach Gen 22,13 verfängt sich der Widder mit seinem Horn im Baum bzw. Gesträuch: „Es ist das ‚keren‘ des Widders, der sich bei der ‚akeda‘ Isaaks ‚im Gesträuch verfing‘ (1. Mose 22,13). Und mit dem ‚keren‘ dieses Widders [das heißt mit dem Widderhorn oder ‚schofar‘] wird die Welt erschaffen. Darum wird jedes Jahr am Neujahrstag [in der jüdischen Liturgie] auch immer dieses Stück von der ‚akeda‘ Isaaks gelesen. […] Durch dieses Horn des ‚ajil‘ [= Widders] bläst Gott hindurch und erschafft die Welt.“ Der Lebensatem oder Geist Gottes belebe die Welt durch einen bestimmten Ton und Klang, eine Stimme (hebr. kol) und Stimmung des Geliebtseins und deshalb Einswerdens: „Nur durch das ‚kol‘, heißt es, kann das Wort gebildet werden.“
„Das Lamm des Passah ist ein Zeichen des Wunders des Überspringens [= passah] der Regel, des Wunders der Ausnahme von der Regel. Es gibt sich hier schweigend hin, weil es das Vertrauen in die Ewigkeit hat, weil es weiß, dass der Atem Gottes durch sein Horn geblasen wird, dass es als das neue Wesen von Gott erkannt wird. Ein Hinnehmen des Gesetzes ohne Protest, ohne Widerstand, im Vertrauen, dass Gott es schon gut meint. Denn damit kommt die Liebe in die Welt. […] Dazu ist das Leben doch überhaupt da, dass es die Überraschung der Liebe als Auszug aus dem Gesetz erlebt.“
Weinreb interpretiert die Schöpfung als den Weg von der Einheit Gottes in die Zweiheit der Welt oder die Vielheit des Endlichen und zurück zur ursprünglichen Einheit, in Buchstaben: von A nach B und von B nach A (= Abba: Vater).
„Also ist das ‚kol‘ des ‚schofar‘ im Prinzip der Weg Eins-Zwei-Eins, wobei unter Zwei ‚viel‘ zu verstehen ist.“

##### Der Weg zur Einheit
Der Sohn ist nach dem Vater wesenhaft der Zweite, Isaak ist zudem der Zweite der drei Erzväter und so in besonderer Weise „Sohn“ (in Gen 22,1–19 wird Isaak zehnmal Sohn genannt). „Sohn ist ben, 2-50. Der Sohn (ben) hat zum Ausgangspunkt das Beth“, genauer: das Beth oder die Zwei des Vaters. „In ihm ist der Weg durch diese Welt angelegt. Er führt durch die Welt des Siebten Tages. Der Sohn ist es, der den Weg zu Ende geht. Der Weg durch die Welt ist das Dritte, das Gimel.“ Auf dem Weg des Exodus aus Ägypten hat Israel die Zweiheit der Welt schon verlassen (analog zu Abraham: Gen 12,1 ), aber die Einheit des Gelobten Landes noch nicht erreicht. In dieses Land der Einheit kann nur Josua führen, der „Sohn des Nun“ (Num 27,18.23 ), das heißt der Fünfzig jenseits der 7 × 7 (= 49).
Der Sabbat hat seinen Grund im Siebten Tag als Ruhetag des Schöpfers nach dem Sechs-Tage-Werk (Gen 2,2f ; Ex 20,8–11 ). Wie der Sonntag der Auferstehung als der achte Tag die Sieben-Tage-Schöpfung übersteigt, so übersteigt der 50. Tag als Pfingsten (griech. pentecoste = der Fünfzigste) die 7 × 7. Jüdisch ist Pfingsten der Tag der Übergabe der fünfteiligen Tora an Mose, christlich der Tag der Sendung des Heiligen Geistes vom Himmel (Apg 2,1–4 ). Wie der sechste Tag der Erschaffung des männlich-weiblichen Menschen als sexuelles Wesen parallel zu den Erd-Tieren dem Fleisch entspricht (Gen 1,26–28 ), so der achte Tag dem Geist.
Von diesem Geist geführt geht der Sohn „den Weg durch die 7 × 7 dieser Wirklichkeit, in der man erschöpfend die Zweiheit erfährt. Er geleitet aber auch darüber hinaus. Er hat die 50 in seinem Namen [ben, 2-50], er bricht durch in die Welt des Achten Tages. Die Bestimmung des Sohnes ist, die Gegensätze zu vereinen: Diesseits und Jenseits. Das Fünfzigste – nach der 7 × 7 – ist die Ruhe des Anfangs, die Welt, aus der man kam, als der Weg begann. Der Weg drückt sich aus in den Begriffen 7 und 40, das Land ist 8 und 50. Erst im Land ist das Ziel erreicht. Dort ist der Gan [= Garten] Eden. […] Im wiedergewonnenen Paradies baut der Sohn Davids, des Geliebten, das Haus für den Vater“, das heißt den Tempel. „Das Wort ‚ben‘ ist auch Stamm des Begriffs ‚boneh‘, bauen. Gebaut wird der Weg und gebaut wird das Haus. Es ist ein Wachsen.“ „Im Erzählen baut sich gleichsam der Tempel selbst.“

##### Opfer

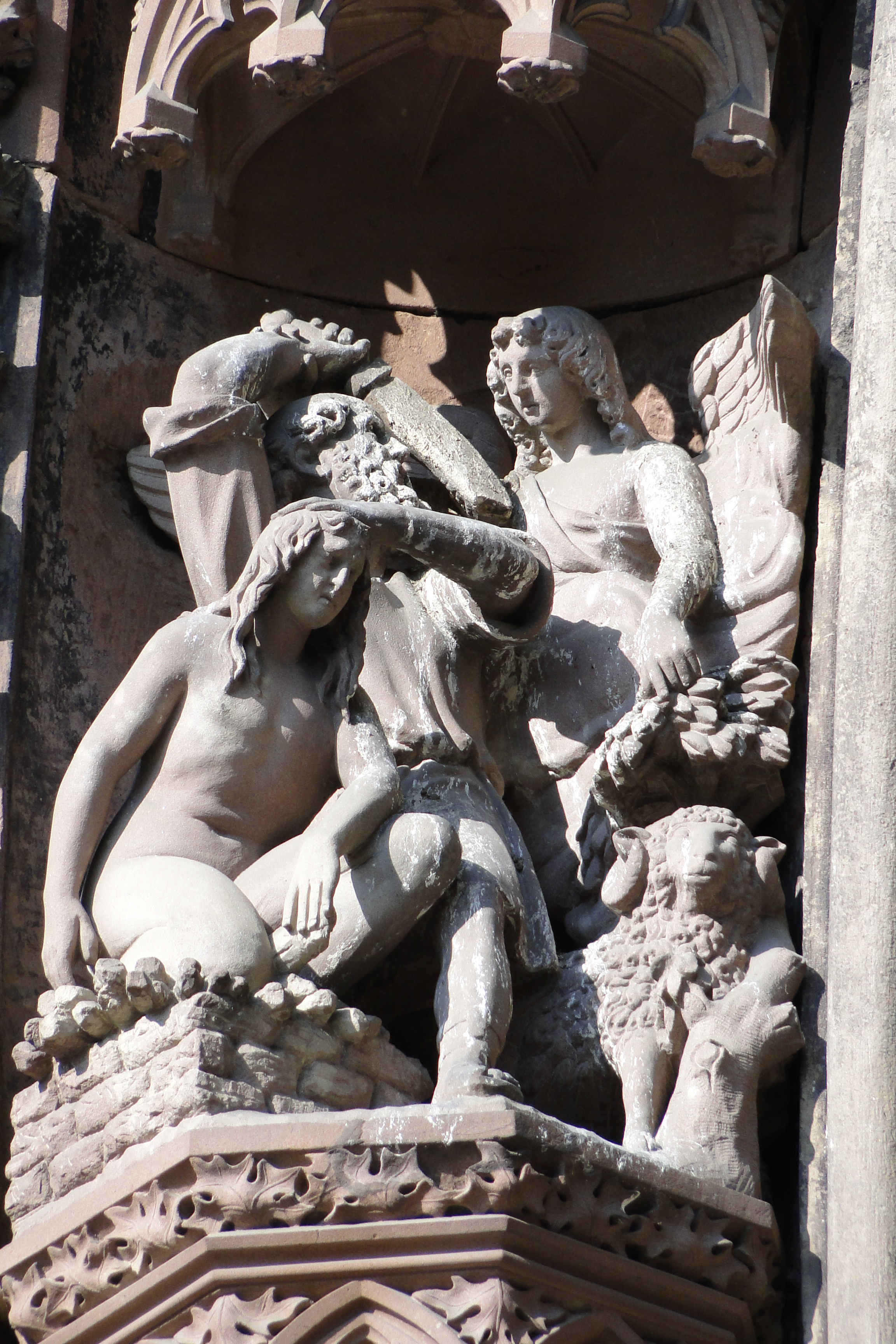
Opferung Isaaks, Kathedrale von Straßburg, Fassadenrelief

Das Wort Opfer, hebr. korban, hat wie das griech. ana-phora die Bedeutung von Hochbringen, Emporheben, Zurückbringen zum göttlichen Ursprung. Martin Buber und Franz Rosenzweig übersetzen die Opferforderung Gottes an Abraham mit „und höhe ihn dort zur Darhöhung“. Auch in der Erzählung von der Verklärung (Metamorphosis, Transfiguration) des Leibes Jesu werden die drei Jünger, die Jesus mit auf den „Berg“ nimmt, „hochgebracht/erhöht“ – eine Formulierung, die deutliche Anklänge an Gen 22,2 hat. Die Septuaginta übersetzt das „Land Morijah“ (Gen 22,2) mit „hochgelegenes Land“; die Vulgata mit „terram visionis“. Die Kirchenväter deuten Morijah als „Ort der Schau“, was dasselbe wie Zion bedeutet. „Schau“ und (innere) „Höhe“ gehören zusammen, weil es das eine nicht ohne das andere gibt; dies zeigt sich zum Beispiel am inneren Aufstieg des Benedikt von Nursia.
Wiederholt hervorgehoben wird im Text der von Gott erwählte Ort des Opfers: „Der Ort des Opfers und das Tier zum Opfer werden von Gott bestimmt, ja, das Tier kommt erst durch ein göttliches Wunder ins Spiel.“ Weil der Ortsname Morijah auch der Name für den Ort der Erbauung des Jerusalemer Tempels ist (2 Chr 3,1 ), will die Erzählung schon ganz am Anfang der Geschichte Israels „über die Stiftung des Gottesdienstes berichten und damit die besondere Beziehung zwischen Gott und Israel aufzeigen“: „Die so unmenschlich erscheinende biblische Erzählung von Abraham, der seinen Sohn opfern soll, spiegelt also nicht eine äußerst primitive religiöse Stufe wider, die wir – Gott sei Dank! – überwunden haben. Sie führt uns vielmehr in das Geheimnis des Opfers ein, wie Israel es verstanden hat. […] Gott schenkt Israel von sich aus die Möglichkeit, ihm zu begegnen, indem er selbst für das Opfer Sorge trägt. Israel opfert nicht irgendetwas im Gottesdienst, es opfert sich selbst. Von ‚Opfer‘ im herkömmlich verstanden Sinn kann dann keine Rede mehr sein.“

##### Morijah
Israel begegnet Gott in der Lesung der Tora und im Kultopfer des Gottesdienstes; beides gehört untrennbar zusammen (vgl. die Wort-Gottes- und die Eucharistie-Feier im katholischen Gottesdienst). In der jüdischen Tradition gilt der 13-jährige Knabe, der zum „Sohn der Pflicht“ (Bar Mitzwa) geworden ist, als einer, der „aufsteigt zur Tora“. Der Name Mori-jah (Gen 22,2) bedeutet „JHWH ist mein Lehrer“: „Das Wort moria ist mit dem Wort Tora verwandt. Tora kommt von lernen, zeigen, und more ist ein Lehrer, jemand, der anderen etwas zeigt. Das Land Moria ist also das Land, in dem man sehen wird.“ „Ein Berg in dieser Welt gilt immer als ein Ort, wo ein anderer Zustand herrscht, wo sich ein konzentriertes Geschehen abspielt.“ Auch der Garten Eden bzw. das Paradies als „Urbild des Tempels“ (Hartmut Gese) wird deshalb in der Tradition auf einem Berg verortet.
„Lernen heißt, die Thora kennenlernen, den Sinn des Lebens kennenlernen […] Um einen Beginn mit diesem Kennenlernen zu machen, musst du über diese Schwelle gehen. Und dein Lehrer hat die Aufgabe, dich über diese Schwelle mitzunehmen […] Vom Lehrer wird erwartet, dass er den Betreffenden zuerst im Schlaf mitnimmt, in dem Sinn, dass er dieses [irdische] Leben beim Schüler genauso relativiert, wie es im Schlaf relativiert wird.“ „Das Überschreiten der Schwelle ist nichts anderes als sich hinzugeben, mit anderen Worten: sterben. Dann kommt man über die Schwelle.“

##### Tempel
Opfern und sterben bezeichnen also hier nicht den äußeren Tod. Das Tieropfer im Tempel bedeutet „im alten Wissen nicht, dass die Menschen das Tier töten in der Hoffnung, die Götter gnädig zu stimmen; vielmehr will es sagen: Es gibt eine Verbindung zwischen Hier und Dort, einen Zusammenhang zwischen dem Geschehen hier und dem Geschehen dort, und es ist in Wirklichkeit der Mensch, der Gott näher kommt, etwas vom Menschen, ein bestimmter Teil, ‚behema‘ [Großvieh], ‚bakar‘ [Rinder] und ‚zon‘ [Kleinvieh wie junge Ziegen und Schafe], der näher kommt.“ Nur diese drei von den zehn essbaren Tierarten (die zusammen den Menschen versinnbilden) sind für das korban (Opfer) im Tempel Oben geeignet. Der Mensch bringt das Opfer aber nicht eigentlich dar, sondern es geschieht mit ihm jeden Moment, da er in der Zeit lebt und stirbt: „Die Zeit opfert, die Zeit frisst unaufhörlich diese Opfer, sie muss ständig diese Tiere bekommen. […] Das Essen, das durch den Körper wandert, ist dieses Hindurchgehen der Zeit durch den Menschen. […] Von unserem Körper vergeht ununterbrochen etwas: das ist das ‚korban‘, das Gott nähergebracht und angeboten wird im Tempel, den man den Tempel Oben nennt, das ‚beth hamikdasch schel mala‘ […] das ‚Haus des Heiligtums‘“. Beim biblischen Tempel und Haus Gottes ist immer zugleich an den menschlichen Leib zu denken (1 Kor 6,19 ).

##### Tierarten
Neben diesem normalen täglichen Opfer am Morgen und am Abend als „Grundlage der Existenz des Menschen in der Welt“ gibt es ein zusätzliches Opfer an den jüdischen Festtagen (Pessach, Laubhüttenfest, Versöhnungstag, Neujahr, Neumond) als „Konzentrationen von Geschehnissen“; doch ist hierbei „eine bestimmte Lebensführung“ gefordert, die mit den drei „Tierarten“ des korban zusammenhängt: behema steht für die menschliche Sexualität in negativer Bedeutung („Unzucht treiben“), bakar für das äußere Sehen (negativ: das Urteilen nach dem Augenschein) und zon, „jener Teil im Menschen, der dem ersten und zehnten Zeichen des Tierkreises entspricht“, für das Gefallenfinden (negativ für das Herabsetzen, Erniedrigen, letztlich „Blutvergießen“, was aber mehr meint als das „Morden“, vgl. Mt 5,21–26 ). Analog dazu nennt das Neue Testament eine dreifache Begierde in der Welt: „die Begierde des Fleisches, die Begierde der Augen und das Prahlen mit dem Besitz. Die Welt und ihre Begierde vergeht; wer aber den Willen Gottes tut, bleibt in Ewigkeit“ (1 Joh 2,16–17 ).
Der mystische Aufstieg auf den Berg im Opfer des Tieres bzw. des Widders bedeutet also die Umkehr und Rückkehr aus einer bestimmten Weise des In-der-Körperwelt-seins (der Zweiheit der Endlichkeit, die leidvoll ist) zur Einheit in Gott. Deshalb müssen die „zwei“ Jungknechte (Gen 22,3.5) und der durch die Zweiheit der großen Ohren charakterisierte „Esel“ als Symbol des Körpers zurückbleiben: Abraham „sagt zu den zwei Jungen, Elieser und Jischamael: Bleibt hier, und auch der Esel, ‚chamor‘, der Körper, muss hierbleiben. Abraham geht also eigentlich ohne Körper weg; man könnte auch sagen: Abraham und Isaak sterben hier. Sie lassen den Körper hinter sich und auch die sie bisher begleitende Zweiheit bleibt zurück. Abraham sieht den Ort, wohin er geht, in der anderen Welt, aber die beiden Jungen können nicht mitgehen.“

##### Priesterdienst
Dass Abraham und Isaak einträchtig zusammen gehen, wird an zwei Stellen ausdrücklich vermerkt, wörtlich heißt es: „Und es ging ihre Zweiheit als seine Einheit“ (Gen 22,6.8). Bei einem äußeren Geschehen würde man erwarten, dass die Knechte das Holz für das Opfer hinauftragen. Hier aber geht es um etwas anderes: Abraham trägt Feuer und Messer, um das Opfer zu vollziehen, Isaak das Opferholz ohne irgendeinen Widerspruch oder ein Murren – im Gegensatz zu Sarah: Gen 18,12–15  – in großer Einmütigkeit mit dem Vater. Origenes bemerkt, „dass es die Aufgabe der Priester war, das Holz für das Brandopfer herbeizuholen (vgl. Lev 1,7 ; 6,5 )“, Abraham „ist also Priester; und wenn dann gesagt wird, dass beide zusammen gingen, soll damit klar werden, dass beide gemeinsam den Priesterdienst ausübten.“

##### Inneres Auge

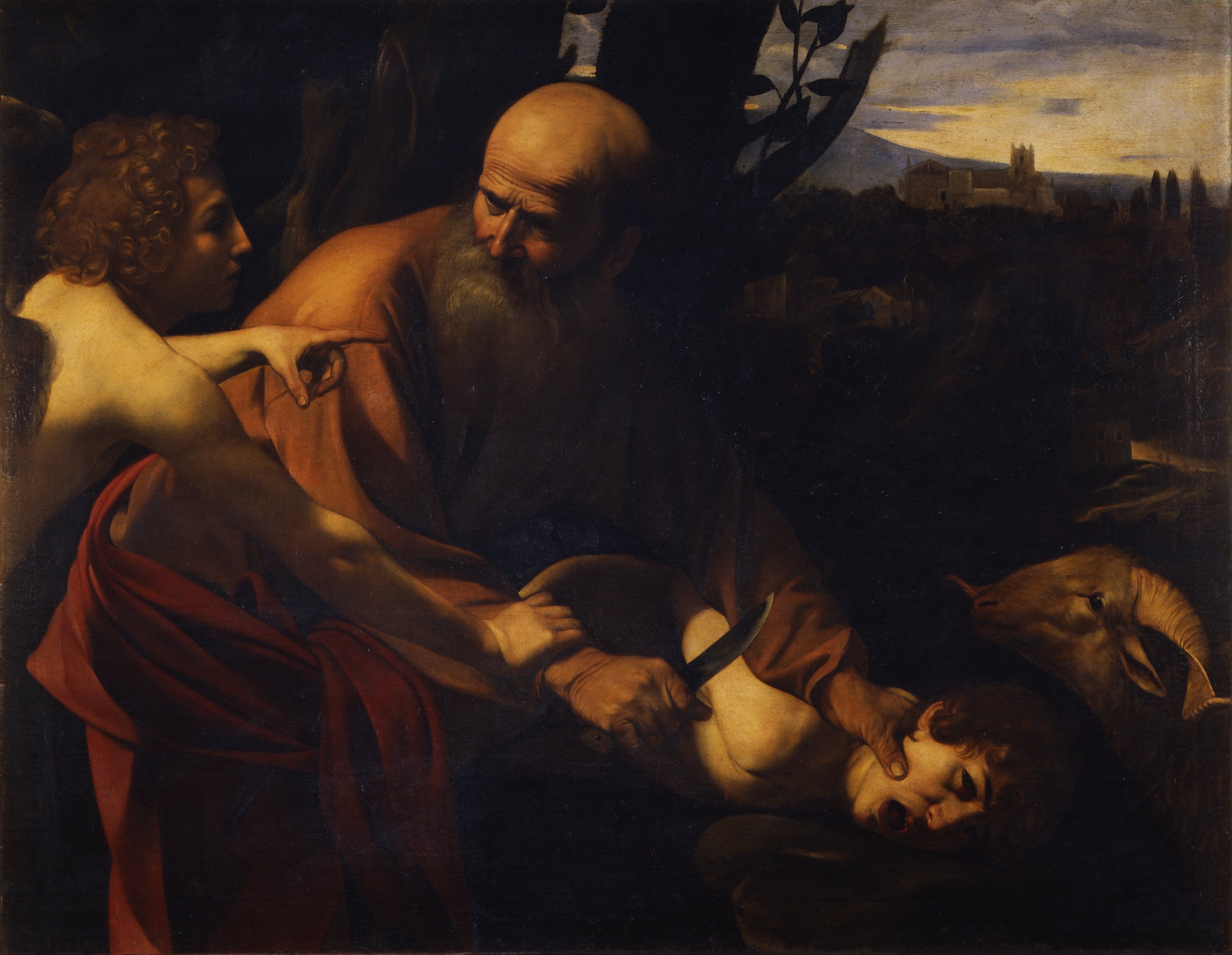
Caravaggio: Die Opferung Isaaks, Uffizien, Florenz

Dieser Priesterdienst im Haus Gottes steht wie die Lesung der Tora als Wort Gottes im Dienst der Begegnung mit dem lebendigen Gott. Dazu muss der Mensch sein Herz innerlich bereiten und sich nach Oben hin öffnen: „Das Horn ist also die Kontaktstelle zur anderen Welt. […] Das Menschsein kommt von dieser Stelle. Dort befindet sich auch das Auge, das durch alles hindurchsieht.“ Das durch das Raumzeitliche hindurch sehende Auge ist das verborgene eine Auge oder das „dritte Auge“ der Kontemplation jenseits der „zwei Augen“ des Menschen (Verstand und Sinnlichkeit). Diese Zweiheit tritt erst in Erscheinung, wo der in die Zweiheit des Mann- und Frauseins auseinandergetretene Mensch zur Frucht vom Baum der Erkenntnis greift und dabei seine beiden Augen aufgehen (Gen 3,7 ), während sich das eine kontemplative Auge (der Ein-sicht) verschließt: An die Stelle des „Lichtkleides“ (doxa) tritt das animalische „Fellkleid“ (Gen 3,21 ), hebr. beides or gesprochen, aber einmal geschrieben mit Aleph (= 1) am Anfang, das andere mal mit Ajin (= 70). Das heißt, aus der Einheit ist die Vielheit (Zweiheit) geworden, was sich dann in den vielen „Haaren“ des „rötlichen“ Esau zeigt (Gen 25,25 ), des erstgeborenen Sohnes Isaaks und („äußeren“) Zwillingsbruders Jakobs (s. Sündenfall). Die Vielheit zeigt sich aber auch in der großen natürlichen Fruchtbarkeit, die als solche nicht einfach schon Ausweis des Schöpfersegens ist, wie er dann Abraham nach dem Erweise seines Glaubensgehorsams zuteilwird (Gen 22,15–18).
Das Wort keren (Horn) ist verwandt mit hebr. akar („unfruchtbar“) oder akara, in der Aussprache ikar (die „Hauptsache“, das „Wichtigste“, das „Innere“): „Die ‚kol schofar‘ [Stimme des Horns] ist das große Geheimnis der Schöpfung, denn damit wird das Unfruchtbare fruchtbar. Und fruchtbar wird es dadurch, dass ein ‚keren‘ da ist. Das ‚keren‘ beim Tier, auch beim Körper des Menschen, ist der Ort der ‚tefellin‘ [Gebetsriemen] am Kopf. Dort besteht die Verbindung zu etwas Anderem. Allein durch diese Verbindung besteht die Welt.“ Deshalb wird beim König und Hohepriester die Stelle zwischen den beiden Augen, wo das verborgene Auge ist, gesalbt: „Durch diese Salbung an dieser Stelle wird das andere Auge wieder geöffnet. […] Der Mensch bekommt die Eigenschaft, durch Zeit und Raum hinduchzublicken, ist nicht mehr vom zeiträumlichen Sehen abhängig.“
Der Ort der Schau Gottes, die kein zeiträumliches Sehen mehr ist, wird durch die Gebetsriemen mit der Gebetskapsel auf der Stirn bezeichnet. Er hat mit der Fontanelle zu tun, der Öffnung an der Spitze des Scheitels, die bei der Geburt noch nicht geschlossenen ist. Diese Öffnung heißt hebr. kadkod, 100-4-100-4 (= 208). Kadkod wird nach dem hebräischen Alphabet mit dem vierten Buchstaben von hinten und von vorn geschrieben, doppelt = 8. Der Name Isaak bzw. Jizchak, 10-90-8-100, hat denselben Zahlenwert 208. Dort, wo beim Opfertier das Horn ist, ist beim Menschen der Punkt der Öffnung und Verbindung nach Oben oder das „dritte Auge“, das sich mit dem „Abstieg zur Erde“ und den leiblichen Sinnen schließt. Diese Stelle heißt totafoth (Merkzeichen: Dtn 6,8 ), 9-9-80-400 = 498. Der Wert 498 berührt schon die 500, es ist „etwas, das der Mensch als Mensch bestimmt haben muss“.

##### Beschneidung am achten Tag
Die Zahl 500 symbolisiert nach der biblischen Zahlensymbolik die Einheit jenseits der Welt, die durch die Zahl 400 als Zahl der äußersten Ausdehnung der „Vierheit“ (Vielheit) und deshalb Zahl des letzten, ursprünglich kreuzförmigen Buchstabens Taw ausgedrückt wird. 400 + 100 ergibt die 500 des Himmels oder des Tempels mit den Maßen 500 × 500 (Ez 42,20). Abraham ist bei der Geburt Isaaks „100 Jahre“ alt (Gen 21,5 ). Diese Angabe weist Isaak als „Kind der Verheißung“ oder „Kind Gottes“ kraft des Geistes Gottes aus im Gegensatz zu Ismael, dem Sohn der Magd Hagar. Dieser wird erst mit „13 Jahren“ beschnitten (Gen 17,25 ), Isaak hingegen am „achten Tag“ (Gen 21,4 ). Dieser „achte Tag“ übersteigt die Sieben-Tage-Schöpfung auf die Neuschöpfung oder Vollendung hin und symbolisiert deshalb die Auferstehung (s. Sonntag), die mit der Beschneidung eingeleitet wird.
„Der achte Tag ist in der Bibel eine ebenso klare Realität wie der sechste oder siebte. Wäre es nicht so, würde der Tod am Ende des siebten Tages eine zur Verzweiflung führende Tatsache sein müssen. Mit der Realität der Struktur aber, die dem achten Tag eine ebenso deutliche Stellung einräumt wie diesem siebten, bekommt der Tod einen ganz anderen Charakter. Dann ist der Tod offenkundig, solange es diesen siebten Tag noch gibt, der Übergang in den achten Tag. […] Diese Gewissheit ist es auch, welche die Bibel zum Baum des Lebens macht, dem Baum mit den Maßen der ‚Fünfhundert‘, dem Baum, der ‚Eins‘ gegenüber der Vielheit ist.“ Der Baum des Lebens im Paradies umfasst auch den Erkenntnisbaum, so wie die 500 die 400 umfasst oder das ewige Leben auch das zeitliche, umgekehrt ist es aber nicht einfach genauso. Deshalb wird Ismael (der bloß zeitliche Mensch) vom Erbe Abrahams ausgeschlossen: „Denn der Sohn dieser Magd soll nicht zusammen mit meinem Sohn Isaak der Erbe sein“ (Gen 21,10 ). Nur Isaak ist in Wahrheit „Sohn“ (= Erbe), er ist der „einzige“ und der „geliebte“ (Gen 22,2), nur er ist „Kind Gottes“ als überzeitliches Geschenk im Kontext des Bundes der Beschneidung durch den Besuch Gottes in Gestalt der „drei Engel“ (Gen 18,1–15 ).
Darum kann Paulus von „unserem Vater Isaak“ (Röm 9,10 ) sprechen und mit Jes 54,19  die „Unfruchtbarkeit“ loben: Nur der „kraft des Geistes“ gezeugte Isaak ist (Glaubens-)Erbe Abrahams, nicht aber der „auf natürliche Weise“ gezeugte Ismael von der „unfreien“ Magd Hagar, die er in allegorischer Auslegung als Bild für den „Alten“ Bund versteht, Sarah hingegen als Bild für den „Neuen“ Bund (Gal 4,21–31 ; Röm 9,6–11 ). Zu diesem „Neuen“ Bund gehören die Christen kraft der Taufe (in oktogonalen Baptisterien), die der Beschneidung Isaaks „am achten Tag“ entspricht. Die mit der Opferung Isaaks erneuerte Verheißung von „zahlreicher Nachkommenschaft“ als Segen für alle Völker der Erde (Gen 22,16–19) bezieht sich daher auf die „Nachkommenschaft im Glauben“ (nach Paulus auf Christus: Gal 3,16 ).

##### Der dritte Tag
Abraham sieht beim Aufblicken am „dritten Tag“ die Opferstätte von weitem (Gen 22,4). Zum Motiv des dritten Tages macht die Bibel verschiedene Angaben (vgl. Hos 6,12 ; Gen 42,18 ; Ex 19,16 ; Jona 2,1 ). In der Schöpfungswoche ist der dritte Tag und der sechste Tag jeweils die Zusammenfassung der zwei vorausgegangenen Tage, also ein Synthese (beide Tage gelten deshalb auch als „Hochzeits“-Tage, vgl. Joh 2,1 ). So ist in gewisser Weise auch der Zwilling Jakob-Esau eine Synthese von Abraham und Isaak. Vom sechsten Tag (Freitag) der Erschaffung des männlich-weiblichen Menschen an gerechnet ist der dritte Tag auch der achte Tag oder Sonntag und darum Symbol der Auferstehung als Neuschöpfung (vgl. 1 Kor 15,4 ).
Um die Verbindung zum Himmel herstellen zu können, muss der König und Hohepriester mit dem Geist vom Himmel gesalbt sein: „Der König wird durch den ‚Himmel‘ gesalbt, und das Bild dafür ist genau das, was hier als ‚Öl‘ erscheint.“ Das Salböl (hebr. ‚schemen‘, 300-40-50, in der Summe 390) hängt sprachlich mit dem Himmel (hebr. ‚schamajim‘, 300-40-10-40, in der Summe 390) und dem ‚achten Tag‘ zusammen: „Öl ist ja Acht, Öl kommt erst am achten Tag!“ – „Der achte Tag ist die Welt, in welcher der bereits am siebten Tag vorhergesagte König erscheint, er, der das feste Haus wird bauen können, den Tempel, den David [der Siebte nach Mose] noch nicht bauen konnte, aber über den zu David gesagt worden war, dass sein Sohn [= Salomo] ihn wird bauen können. Es ist auch der König, der nach dieser Welt [der Sieben Tage] kommt, und der in der Überlieferung ‚der gesalbte König‘ genannt wird, derjenige also, der im Hebräischen der ‚Messias‘ heißt. Messias bedeutet ‚Gesalbter‘.“
Der Punkt der Einheit (das „Dritte“) als Synthese jenseits der Zweiheit ist der Punkt der Gottesschau, der Öffnung des Himmels und des achten Tages. In ihm fallen die Gegensätze von Geist und Materie, Himmel und Erde, Ewigkeit und Zeit, Seele und Leib, Feuer und Wasser in eins. Diesen Punkt markiert das Zeichen Widder im Frühlingsanfang, und zu diesem Punkt steigen Abraham und Isaak auf zum Brandopfer, bei dem sie selbst, das heißt die rechte Feuer- und die linke Wasserseite der Schöpfung, ganz eins werden. Das hebr. schamajim (Himmel) vereint diese Gegensätze von Feuer (Geist) und Wasser (Materie) auf höchste Weise: „So wird das Wort ‚schamajim‘ auch als eine Zusammenziehung der Worte ‚esch‘ (Feuer) und ‚majim‘ (Wasser) gesehen.“
Im Alten Ägypten tragen die Pharaonen das Udja, das eröffnete „dritte Auge“ auf der Stirn als Symbol „der einigenden Mitte sowohl vom rechten und linken Auge, wie auch aller übrigen Polaritäten“, also zum Beispiel makrokosmisch von Sonnen- und Mondauge. In der Erleuchtung als Vereinigung und Integration der Gegensätze (Himmel und Unterwelt, Verstand und Sinnlichkeit) „wird der Mensch befähigt, seine Triebe aus der alles vereinigenden Mitte im Sinne der Schöpfungsordnung zu gebrauchen. […] Nur vertikal gebraucht ist die Schlangenkraft heilsam.“

##### Das lebendig machende Sehen Gottes
Zum weiteren Kontext von Gen 22,1–19 gehört das Buch Hiob, wo der Protagonist „in eine Art Todesmeditation“ hineingeführt und am Ende seiner durchlittenen Glaubensprüfung und seines Glaubensweges „ein Schauender“ geworden ist: „Gott schauen zu wollen, ist das innerste Verlangen der menschlichen Seele.“ Abraham nennt in Gen 22,14 die Opferstätte „Jahwe-Jire“ (der Herr sieht), wie man noch heute sagt: „Auf dem Berg lässt sich der Herr sehen.“ Irenäus von Lyon formuliert: „Die Herrlichkeit Gottes ist der lebende Mensch, das Leben des Menschen aber ist es, Gott zu sehen.“ Ähnlich Nikolaus von Kues in De visione Dei:
„Nichts anderes ist Dein Sehen als Lebendigmachen. […] Anders nämlich können die Geschöpfe nicht sein, da sie durch Deinen Blick sind. Wenn sie nicht Dich, den Sehenden, sähen, empfingen sie nicht das Sein von Dir. Das Sein der Geschöpfe ist zugleich Dein Sehen und Gesehenwerden. Indem Du mich ansiehst, lässt Du, verborgener Gott, Dich von mir erblicken.“
Im Wallfahrtslied Psalm 121  betet der Psalmist: „Ich hebe meine Augen auf zu den Bergen: Woher kommt mir Hilfe? Meine Hilfe kommt vom Herrn, der Himmel und Erde gemacht hat“ (V. 1f). An den drei Wallfahrtsfesten Pesach, Schawuot und Laubhütten nach Jerusalem zu wallfahren, ist ein Hinaufziehen oder Aufsteigen zur „Schau des Vollkommenen“ oder des Ganzen (so die Übersetzung von Jeru-salem, hebr. ro-e, sehen, wie jira); wallfahren (hebr. oleh regel) bedeutet wörtlich ein „Aufsteigen des Fußes“. Friedrich Weinreb sieht in diesem „Aufsteigen“ eine Umkehrung des Sündenfalls am 6. Schöpfungstag als „Blindwerden“ für das Ganze: Denn wir sind „durch das Tier, durch die Schlange, gefallen. Unser Körper zeigt es. Aber wie hätte das Tier erhöht werden können, wenn nicht der Mensch gekommen wäre? Der Mensch, von dem Gott erwartet, dass er die ganze Schöpfung zu ihm bringen werde? Der Mensch, […] der bewegt sein wird vom Geschenk der Liebe, in Freiheit, in Ebenbürtigkeit, im Gleichnis zu Gott zu stehen.“

##### Gottebenbildlichkeit
Die Gottebenbildlichkeit ist ein zentraler Begriff der biblischen Schöpfungstheologie, der christlichen Ethik und theologischen Anthropologie. Nach Eph 4,24  wird der Mensch in der Taufe als „Anziehen“ von Jesus Christus (des weißen Lichtkleides) erneuert „nach dem Bild Gottes in wahrer Gerechtigkeit und Heiligkeit.“ Denn Christus ist das „Ebenbild des unsichtbaren Gottes“ als Verbindung des Sichtbaren und des Unsichtbaren (Kol 1,15–16 ). „Die Gottebenbildlichkeit des Menschen, Intellekt, Freiheit und Gewissen machen es letztlich möglich, die [sichtbare] Welt auf den [unsichtbaren] Schöpfer hin zu lesen“.
Mit Abraham beginnt in der Bibel nach der vierfachen (!) Sündenkatastrophe (Sündenfall, Brudermord, Sintflut, babylonischer Turmbau) der Weg der Rückkehr des Menschen zu Gott und damit auch zur Wiederherstellung der Gottebenbildlichkeit des Menschen, christlich durch das Initiationssakrament der Taufe. Die Aufforderung Gottes in Gen 12,1  (und Gen 22,2): „Zieh hin …“ (hebr. Lech Lecha) hat nach dem jüdischen Gelehrten Abraham Elkayam den Charakter von „Pilgerreise und Initiationsritus, die beide Schwellenerfahrungen sind“: „Unser Urvater Abraham, der prototypische Jude, gibt seine bisherige Welt auf, eine Welt des Götzendienstes. Nachdem er deren Grenzen überschritten hat, wird er in einer neuen Welt des Monotheismus wiedergeboren. Lech Lecha ist eine Erlösungsbotschaft …“ „Lech Lecha steht also für den symbolischen Tod der alten und die Wiedergeburt der neuen Persönlichkeit.“ In der Kabbala wird Lech Lecha gedeutet als „‚Gehe zu dir‘, zu deinem eigenen Selbst“, was den Glauben einschließt.
Philo von Alexandrien († nach 40 n. Chr.) beschrieb in De migratione Abrahami den Weg Abrahams als „Seelen-Aufstieg“ in drei Stufen zur mystischen Gottesschau: die unterste Stufe („Finsternis“; „Stumpfsinn“) ist die des „Welt-Menschen“ oder des Körpers (in der Zahl 4 und im Symbol der Fische); die mittlere Stufe ist die der fünffach geteilten sinnlichen Wahrnehmung mit dem Sehsinn als dem höchsten Sinn; auf der höchsten Stufe der Vernunft schließlich „kann der Mensch mit dem ‚Auge des Auges‘ […] die ‚göttliche Vernunft‘, die ‚Quelle der Weisheit‘ […] oder das ‚Licht der Wahrheit‘ […] ‚einsehen‘ […] Philo nennt den vollendeten Menschen, der mit der ‚Pupille des Auges‘ einsieht, ‚eine Seele der Seele‘. […] Nach Philo stellt das wahre ‚Israel‘ […] den vollendeten Menschen dar. ‚Israel‘ schaut […] Gott mit dem geistigen Auge […] Man könnte auch sagen, Israel ist der Mensch, dessen fünfter Sinn (Sehsinn) vollendet ist und der in seiner Gottesschau so selbst zum ‚Ebenbild Gottes‘ (eikona theou) geworden ist.“
Philo, aber auch Meliton von Sardes übersetzen den Namen Isra-el, den Jakob nach dem nächtlichen Kampf mit Gott am Jabbok erhält (Gen 32,23–33 ), wo es auch um das Sehen Gottes geht, mit „der Gott sieht“. Meliton führt in seiner Pascha-Homilie weiter aus, dass in Isaak schon Christus (das Bild Gottes) gewesen sei: „Er (Christus) wurde in Abel ermordet, in Isaak gefesselt“. Die Opferung Isaaks bedeutet das Überschreiten der Todesschwelle als Initiation in das Sehen Gottes in der Schöpfung analog zur Gottesschau Hiobs nach dem Durchgang durch seine Passion, die ihn den ersehnten „Ort der Einsicht“ und Weisheit finden lässt (vgl. Ijob 28 ; 42,5 ). Die Äbtissin Christiana Reemts bringt den Sinn der Opferung Isaaks so auf den Punkt: „Jede Begegnung zwischen Gott und Mensch findet auf dem Berg Morija statt, nur dort, wo der Mensch alles hergibt, findet er Gott.“

##### Name und Alter Isaaks
Der Name Jizchak (Isaak) bedeutet „Lächerlich!“, „Nicht möglich!“, „Unglaublich!“, also: „Das gibt es doch nicht, dass etwas nicht nach der üblichen Norm geboren wird!“ Sarah ist bei Isaaks Geburt 90 Jahre alt und stirbt nach dem Opfergang auf den Morijah mit 127 (Gen 23,1 ), so dass Issak bei seiner Opferung nach biblischer Zeitrechnung 37 Jahre alt ist.
„Diese ‚37‘ will auch sagen, dass die Phase der ‚Sechs‘ soeben vorbei war, die 36 war gerade passiert, und dass er also ins Siebte eintrat. Denn immer spielt sich dieser Weg der Einswerdung als Prinzip des Siebten ab.“
Das Siebte oder der 7. Tag (Sabbat) ist Symbol des Weges (des Exodus) aus dieser endlichen Körperwelt der Zweiheit (6. Tag) in die unendliche Einheit der Welt Gottes (8. Tag, „Gelobtes Land“, „Paradies“ oder „Himmel“). Während die Erschaffung des sexuell bestimmten männlich-weiblichen Menschen mit den „Erd-Tieren“ am 6. Tag (Freitag) stattfindet und an diesem Tag auch gleich der „Sündenfall“ geschieht, bedeutet der 7. Tag (Samstag) schon einen Überstieg über das Sexuell-Körperliche im Sinn des Seelischen oder Inneren.

##### Die Bindung (Akedah)
Derselbe Überstieg drückt sich auch in der Zahl Fünf als „Quint“-Essenz der Vier der Körperwelt aus. Friedrich Weinreb erklärt: „Das Wesentliche des ganzen [Opfer-]Geschehens [auf dem Berg] ist dieses Binden der ‚Vier‘ [Gliedmaßen] zur ‚Eins‘. Es bedeutet, nicht sehen zu wollen, was die Welt an Logischem, an Umständen, an Schein vorbringt, und es bedeutet, deutlich darauf ausgerichtet zu sein, tun zu wollen, was Gott verlangt, und dann am Moria zu hören und zu lernen, welchen Sinn das hat. Und darum besteht am Moria, am Ort der Eins, wo Bild und Wesen zusammenfallen, die Tat im Bild in dieser Bindung der ‚Vier‘ zur ‚Eins‘.“
Das Wort für diese „Bindung“, akedah (70–100–4–5), hat wie gan be-Eden (Garten Eden) den Zahlenwert 179: „Was mit Isaak geschah, diese Bindung der ‚Vier‘ zur ‚Eins‘, ist also identisch mit dem Ins-Paradies-kommen. Dadurch, dass man die ‚Vier‘ der Welt zusammenbündelt und ‚eins‘ macht, ist man tatsächlich im Zustand des Paradieses und besitzt man den Baum des Lebens, der ja auch die ‚Eins‘ gegenüber der ‚Vier‘ des Baumes der Erkenntnis war.“ Dort also, wo in aller sichtbaren Vielheit und Mannigfaltigkeit der Erscheinungen der Welt die „unsichtbare Einheit“ Gottes gesehen wird, lebt der Mensch im Glauben und so in der Gnade (des Paradieses): „Monotheist sein bedeutet, die Einheit in allen Dingen bekennen und erkennen.“ Ähnlich der Hebräerbrief: „Aufgrund des Glaubens erkennen wir, dass die Welt durch Gottes Wort erschaffen worden und dass so aus Unsichtbarem das Sichtbare entstanden ist“ (Hebr 11,3 ; vgl. Kol 1,16 ).

##### Weisheit und Freude
Der biblische Ein-Gott-Glaube ist Ergebnis der Weisheit der rechten Gotteserkenntnis. Nach Philo von Alexandrien hat Abraham diese Weisheit „gelernt“, Jakob hat sie durch Übung und Askese „erworben“, Isaak aber war sie „angeboren“; Philo spricht sogar von einer „jungfräulichen“ Geburt Isaaks aus Sarah/Sophia und identifiziert ihn als Weisheitsgestalt mit dem „Logos“, so dass die jüdische Isaak-Theologie wie ein direkter Vorläufer der Logos-Weisheits-Christologie des Johannesevangeliums erscheint. Isaak ist „nicht nur der Märtyrer schlechthin, sondern auch derjenige, der mit seiner Geschichte Tod und Auferstehung bezeugt“.
Zur Weisheit gehört die Freude und damit das Lachen als Grundbedeutung des Namens Isaak (Gen 17,17 ; Gen 18,12 ; 21,6 ), weil die Freude, die mit der Hoffnung eng verbunden ist, nach Philo „himmlischer Herkunft“ ist: „Die joh[anneische] Konzeption der Freude deckt sich auffällig mit derjenigen Philos.“ Anlässlich der Freude über die Geburt des Isaak wurde das 8-tägige (!) Laubhüttenfest eingesetzt.

##### Aufstieg der Seele
Zahlensymbolisch ist der Seelen-Aufstieg ein Weg von der Vier (Körperwelt) zur Eins oder der „fast ‚Vier‘“ über die „Fünf“ zur „vollendeten Fünf“; dieselbe Symbolik verwendet das Johannesevangelium in der Szene von der Aufteilung des Obergewandes Jesu (der „Umhüllung“) durch die vier Soldaten unter dem Kreuz in Vier und des Ganz-lassens des einen nahtlosen Untergewandes (Joh 19,23–24 ): „Analog zum Konzept Philos zeigt sich eine ‚Vier-Eins-Struktur‘ mit der ‚Vier‘ als Zeichen für das ‚Äußerliche‘, ‚Körperliche‘ und der ‚Eins‘ als das unsichtbar ‚Geistige‘, das mit Jesus, dem ‚Licht der Welt‘, direkt verbunden ist.“ Dieselbe 1–4-Struktur findet sich auch in der Szene von dem einen Lieblingsjünger und den vier Frauen unter dem Kreuz (Joh 19,25–27 ), in den fünf Wundmalen des Gekreuzigten im Verhältnis eine Herzwunde zu vier Malen an Händen und Füßen (Joh 20,26–28 ) sowie in der Form des Kreuzes selbst mit seinen vier Enden und der einen Mitte: „Die Zahl des Kreuzes ist die Vier. Mehr noch ist es die Fünf…Dieser fünfte Punkt [in der Mitte] ist der wichtigste Punkt der Vierzahl. […] Dieser gemeinsame Punkt ist der entscheidende Schnittpunkt des Denkens. Hier verändern sich oft die Ebenen, nur hier findet der Übergang von einer Welt in die andere statt. Dieser Punkt ist der Omphalos der Griechen, der Nabel der Welt unserer Vorfahren, die heilige Treppe so vieler Religionen, die Himmelsleiter. Hier gelangt man vom Himmel zur Erde, von der Erde zum Himmel, hier stehen Raum, Zeit und Ewigkeit miteinander in Verbindung.“ Die christliche Tradition hat das Kreuz in diesem Sinn als Himmelsleiter (vgl. Joh 1,51 ) und als Scala Paradisi (vgl. Lk 23,43 ) interpretiert (s. o. Ort der Erlösung).
Isaak gilt zudem als „Prototyp des leidenden Gottesknechts“. Die vier (!) Gottesknechtlieder des Deutero-Jesaja (Jes 42 ; 49 ; 50 ; 53 ) dienen im Neuen Testament als Folie zur Deutung von Passion und Auferstehung Jesu Christi. Nach Michael Krupp hat das Judentum keine eigentliche Theologie von Tod und Auferstehung des Isaak entwickelt, auch wenn spätestens seit dem frühen Mittelalter „alle Bausteine für eine solche Theologie“ da gewesen wären, weil eine „durch und durch bindende Dogmatik im Judentum“ fehlt. Im Neuen Testament wird die Opferung Isaaks als sinnbildliche Erzählung von Tod und Auferstehung und damit als Antizipation des christlichen Osterglaubens gelesen (Hebr 11,17–19 ), weshalb Gen 22,1–19 in allen kirchlichen Traditionen zu den liturgischen Lesungstexten in der Osternacht gehört.

#### Die liturgische Dimension der Opferung Isaaks

##### Osternacht- und Mondsymbolik
Die jüdische Liturgie der Pesachfeier unterscheidet vier Nächte: Die erste Nacht ist die Urnacht der Schöpfung vor der Erschaffung des Urlichts (Gen 1,3 ); zur zweiten Nacht gehört die Geschichte von der Opferung Isaaks; die dritte bezieht sich auf das Schlagen der Erstgeburt Ägyptens beim Exodus Israels (Ex 11–12 ); die vierte Nacht ist die des Endgerichts und der Auflösung der Welt beim Erscheinen des Messiaskönigs. Die Feier in der Nacht des 15. Nisan findet bei Frühlingsvollmond statt; die christliche Osternacht ist am ersten Sonntag nach dem Frühlingsvollmond. Luna symbolisiert biblisch das Körperliche und Weibliche (= umhüllende; s. Adam und Eva), die Materie (vgl. lat. mater) und das Dunkle, auch die Zweiheit des Endlichen gegenüber der in der Sonne symbolisierten unendlichen Einheit des Geistigen: „Der Mensch in seiner körperlichen Erscheinung gilt für die Mond-Welt. Die Sonne ist da, wirkt aber nur indirekt, vom Verborgenen her. Der Beginn ist immer in der Nacht-Welt.“
Der Sonn-Tag ist in der Sieben-Tage-Woche der Schöpfung in Entsprechung zu den Sieben „Planeten“ (einschließlich Sonne und Mond) der erste Tag der Woche (als achter Tag nach der Sieben-Tage-Schöpfung ist er Symbol der Auferstehung); der Mon(d)tag ist der zweite Tag, an dem die Scheidung in die oberen und unteren Wasser (= Ewigkeit und Zeit) vollzogen wird (Gen 1,6f ). Der zyklische Mond ist das Maß des Monats und der Zeit (vgl. Ps 104,19 ), „im weiblichen Körper zeigt sich sogar die Mondperiode“. Die jüdische Tradition ordnet die drei Erzväter und vier weitere zentrale Gestalten Israels den sieben Schöpfungstagen und Planeten zu: „Zum Sonntag gehört Abraham, am zweiten Tag, beim Mond, steht Isaak, am dritten Jakob [Dienstag = Marstag], Mose gehört zum Mittwoch [Merkurtag], Ahron zum Donnerstag [Jupitertag], Joseph zum Freitag [Venustag], und David steht für den siebten Tag [Samstag, Saturnstag, Sabbat].“
Nach dieser Systematik gehört Isaak, der zweite der drei Erzväter, auf die zweite, das heißt die linke, körperliche, zeitliche und „weibliche“ Wasser- und Nacht-Seite der Schöpfung, die auch die Seite der Welt, des Gerichts und der Gerechtigkeit Gottes ist. Ihr steht die verborgene erste Seite gegenüber: die rechte, geistige, überzeitliche Feuer-, Licht- oder Tag-Seite des Himmels, der Gnade und der Barmherzigkeit. Diesen beiden Seiten entsprechen auch die beiden Bäume in der einen Mitte des Paradieses (Sephiroth-Baum). Darum hat es die Opferung Isaaks mit dem Sündenfall und dem strengen Gericht Gottes über die „Sünde der Welt“ (Joh 1,29 ) oder über das Fleisch zu tun, insofern es nicht im Bund mit dem Geist steht.
Der Bund des Geistes wird geschlossen durch das Blut des Lammes. Gleich bei der Taufe Jesu am Anfang sagt Johannes der Täufer zweimal: „Seht, das Lamm Gottes, das die Sünde der Welt hinwegnimmt“ (Joh 1,29.36 ). Jesu „(Todes-)Stunde“ (Joh 2,4 ; 13,1 ) fällt im Johannesevangelium mit der Stunde der Schlachtung der Paschalämmer am Rüsttag vor dem Sabbat zusammen (Joh 19,14.31 ): „In dem Augenblick, da die Pascha-Lämmer [am Rüsttag im Vorhof des Tempels] geschlachtet werden, vergießt Jesus sein Blut als das wahre Lamm.“

##### Neujahrstag
Im Hintergrund der Opferforderung Gottes an Abraham steht im Zusammenhang mit der Deutung Isaaks als Körperseite bei den Rabbinen, aber auch in Qumran-Texten und bei Paulus (Röm 8,31ff ), die mythische Vorstellung von einer himmlischen Gerichtsauseinandersetzung zwischen Gott und dem Satan bzw. der personifizierten Macht des Todes als Ankläger (advocatus diaboli) des Gerechten bei Gott (ähnlich Ijob 1,6–12 ). Danach bewirkt das Selbstopfer dieses Gerechten die Entmachtung Satans (oder des Todes, vgl. Hebr 2,14–15 ; Weish 2,23–24 ), weil Gott die Menschheit statt nach dem „Maß der Gerechtigkeit“ oder des strengen Gerichts nach dem „Maß der Barmherzigkeit“ oder der Gnade richten kann. „Insofern hat die Akeda gleichermaßen eschatologische Wirkung am Ende der Zeit für Israel und Einfluss auf das Fortbestehen der Welt in der Zeit.“
Als Tag des göttlichen Gerichts gilt liturgisch der Neujahrstag im 7. Monat Tischri. „Die Aqedahsymbolik des Nisan ging auf den späteren Herbstjahresanfang im Tischri über. Als im 3./4. Jahrhundert n. Chr. die Festtagsliturgie endgültige Gestalt annahm, wurden auch Gebete aufgenommen, die sich auf die Aqedah beziehen, welche als Unterpfand der Rechtfertigung vor Gericht gilt. Auch das Blasen des Schofarhornes soll Gott an den Widder der Aqedah und damit an das anerkannte Opfer und an die Verheißung erinnern.“

#### Die kosmische Dimension der Opferung Isaaks
Das Opferwesen im Tempel von Jerusalem diente dem Gotteslob und der Sühne begangener Schuld und so der Wiederherstellung der ursprünglichen göttlichen Weltordnung. „Die Tora erzählt nicht neben anderen Themen auch von der Schöpfung, sondern ihr geht es um die Erfahrung von Schöpfung in den rituellen Akten ihrer Restitution.“ Wie die Kirchen seit dem 5. Jahrhundert geostet waren, so war auch der Tempel buchstäblich am Osten (= Frühlingspunkt) „orientiert“. Nach dem Alttestamentler Othmar Keel war er deshalb ursprünglich wohl ein „Sonnenheiligtum“, wobei der richtende Sonnengott schon in der mesopotamischen Siegelkunst von „Recht“ und „Gerechtigkeit“ flankiert wird (vgl. Jes 1,21 ; Mal 3,18–20 ).

##### Aufrichtung der Weltordnung
Die Weltordnung in Gerechtigkeit und Barmherzigkeit zu garantieren, ist in der Antike die Aufgabe des Königs oder „Guten Hirten“ (vgl. Joh 10,1–21 ), und zwar durch die Aufrichtung des Pfahls, der die Erde mit dem Himmel verbindet. „Die Aufrichtung der Weltensäule gehört auch zum Ritus der ägyptischen Krönung. Sie geschieht kosmologisch im Zeichen des ‚Widders‘, wenn die Sonne ihre ‚Höhe‘ erreicht hat. Der König erweist sich in diesem Zeichen als Garant der kosmischen Ordnung. Ihre ‚Höhe‘ erreicht die Sonne jedoch nicht im ganzen ‚Widder‘, der ja einen Monat dauert, sondern sie erhält sie im so genannten Frühlingspunkt.“ Der Frühlingspunkt symbolisiert Anfang, Mitte und Ende der Welt und ist der kosmische Verbindungspunkt zur anderen, jenseitigen Welt des Himmels.
Auch im alten China wurde die heilige Mitte, der zu folgen ständige Richtschnur war, durch den „kosmischen Pfeiler“ oder den „großen Balken“ (t’ai chi) symbolisiert, der von der Erde und Unterwelt bis zum Himmel reicht: „Dem Herrscher wird der Rat gegeben, nur das aufzustellen, ‚was Mitte hat‘; so wird er sein Volk in der Mitte und damit in Glück und Harmonie bewahren. Ja, er selbst, der Herrscher, der Kaiser [Sohn des Himmels oder der Sonne], ist für das Reich der leibhafte Repräsentant von Mitte und Höhe zugleich. ‚Vereinigt euch um den, der den Firstbalken hat!‘, hieß im alten China die Lebensnorm der Untertanen. Wie man den zum Führer wählte, der als erster die Spitze des Pfostens in der Mitte der Ming t‘ang erklettert hatte, so war noch später der Ausdruck für die Thronbesteigung – teng chi – gleichbedeutend mit ‚den Firstbalken besteigen‘.“

##### Natürliche Offenbarung
Im Neuen Testament ist darum auch das Kreuzesgeschehen als ein „Akt der Inthronisation“ (Michael Theobald, vgl. Röm 1,3–4 ) verstehbar: „Jesus stirbt zum Anbruch des Paschafestes, so dass seine Erhöhung sein Königtum vom Kreuz her ist, das an die Stelle des jüdischen Hauptfestes tritt. Die Kreuzigung ist ein Inthronisationsgeschehen (‚Seht euren König‘; [Joh] 19,14 ; 19,19 ). Für Jesus ist sein Tod das allerletzte ‚Werk‘, die Vollendung seines Weges.“ Der seinen „Kreuzes-Thron“ besteigende Messias-König wird näherhin zum durchbohrten „Kosmos-Menschen“ der Ezechiel-Vision (vgl. die Kosmos-Visionen der Hildegard von Bingen) bzw. bei Paulus zum „himmlischen Menschen“ (vgl. 1 Kor 15,45–49 ). „Der zentrale Schöpfungsvorgang kann auch durch die kosmische X-Gestalt des durchbohrten ‚himmlischen Menschen‘ dargestellt werden. Als ‚Lammträger‘ und ‚Gottesknecht‘, der sich wie ein Lamm zum Schlachten führen lässt (Jes 53,7 ), ist dieser ‚Durchbohrte‘ Bild einer natürlichen Offenbarung in der Schöpfung. Dieses Offenbarungsbild prägt in der alten Ikonographie auch schon die Vorstellung vom Adam paradisus.“
Hinsichtlich der vorchristlichen Vorstellung vom kosmischen Lamm- oder Widderträger verweist der Kunsthistoriker Herbert Schade auf das Widderpektorale des Kuschitenkönigs Schabaka (um 700 v. Chr.), dessen Band-Enden vor der Brust mit einem uräusgekrönten Widderkopf versehen waren; ein wesentlich größerer Widderkopf derselben Art im Zentrum des Pektorale hing unterhalb der Kehle des Königs herab: „Der König kennt also das Schicksal des Widders, der von der Sonne durchbohrt wird [s. nächsten Abschnitt]. […] Er verpflichtet sich, die kosmische Ordnung, die wir dem ‚verborgenen Gott‘ verdanken, der sich im Zeichen des Widders offenbart, aufrechtzuerhalten.“ Die kosmische Ordnung aufrechtzuerhalten, bedeutet hier, im Geist Gottes die Welt (4) mit dem Himmel (1) zu verbinden.

##### Frühlingspunkt und Widder
Die Wiederherstellung der ursprünglichen Ordnung wird auch symbolisiert durch die Rückkehr der Sonne im Jahreslauf zu ihrem Ausgangspunkt, der Tagundnachtgleiche im Frühling. Zur Zeit Abrahams lag dieser Punkt im ersten Tierkreiszeichen Widder, dem kosmischen Urbild des Lammes, das bei der Feier des Pessach geschlachtet wird (woran dann die christlich-eucharistische Symbolik vom Agnus Dei anknüpft): „Wenn die Sonne am Beginn des astronomischen Jahres, am 21. März, ihren Lauf beginnt, durchstößt sie gleichsam den Fixsternhimmel im Bilde des Widders. Diesen Stoß durch den Widder hat Moses als Passah-Opfer gefeiert oder als Osterfest (vgl. Ex 12,46 ). Das Lamm oder das Tierkreiszeichen des Widders wurde durchbohrt, aber es galt – da es im nächsten Jahr wiederkam – als nicht zerstörbar; deshalb durfte man ‚kein Gebein an ihm‘ (bei der Paschamahlfeier) zerbrechen [vgl. Joh 19,36 ]. Seine Wiederkunft am Himmel zeigt die Auferstehung der ganzen Welt im Frühling und das Wiedererwachen des Lebens. Als Vorgang im Weltall war dieses Ereignis auch Symbol einer natürlichen Offenbarung.“
„Angesichts dieser Vorgänge am Himmel [der „Durchbohrung des ‚Widders‘ und seiner Hingabe“] wird der ‚Baum‘, d. i. das Band der Tierkreiszeichen, auf dem die Planeten [= Wandelsterne] wandern, zum Symbol des Kreuzes oder, wie die jüdische Überlieferung sagt, zum Baum ‚sabek‘ (= remissio), d. h. zum Inbegriff der Vergebung, weil im ‚Widder‘ [und somit im Frühling] das Leben von neuem beginnt.“ Als Anfang des Tierkreises und Symbol des Weltanfangs (im „Frühling“) ist der Widder das „Haupt der Welt“, „Geburtstag der Welt“, „Mitte der Welt“ oder „Mitte des Himmels“. Zu den astronomisch-mythologischen Entsprechungen von Widder, Lamm und Stier (als zentrales Opfertier) in der Religionsgeschichte des Vorderen Orients.

#### Weitere Ansätze der Interpretation
Für das Verständnis des Kreuzesgeschehens als Erlösung der Welt ist die Akedah Isaaks konstitutiv; deshalb sagt christliche Theologie: „Der Schlüssel zum Verständnis des Kreuzesopfers Christi liegt in der Bindung (akedah) Isaaks (Gen 22,1–19).“
Der Barnabasbrief (um 60 oder 100) erklärt: „Für unsere Erlösung gibt es ein Vorbild: Isaak, der Gott auf dem Altar dargebracht wurde. Genauso sollte, so wollte es Gott, Jesus, sein Sohn, Gefäß des Heiligen Geistes, wie ein Opfer dargebracht werden.“ In der christlichen Ikonographie wurde daher die Opferung des „geliebten Sohnes“ (Gen 22,2) häufig als Typos des Kreuzesopfers dargestellt, so etwa in der Lateranbasilika in Rom, im Dom zu Meißen, im Kölner Dom (Achsfenster des Chores) oder im Verduner Altar von Klosterneuburg bei Wien. Beide Opfer-Erzählungen erhellen sich wechselseitig. Die frühchristliche Auslegung versteht das Alte Testament als „Modell und Entwurf“ des Heilsgeschehens in Christus; allerdings wird auch gesagt, dass dieses vorausgehende Modell zwar einst „großartig“ war, aber jetzt überholt, „bedeutungslos“ und „wertlos“ geworden sei: „Das Gesetz [Israels] war großartig, bevor das Licht des Evangeliums aufstrahlte. (…) Einst war das Blut des Lammes wertvoll, jetzt ist es wertlos, weil der Herr uns den Geist gesandt hat“, so Meliton von Sardes in seiner Passah-Homilie (160 n. Chr.). Daraus wurde jedoch nicht die Abschaffung des Alten Testaments gefordert wie bei Marcion und teilweise heute wieder, sondern die christliche Kirche erteilte einer solchen Folgerung stets eine Absage. Denn ohne das Alte Testament muss das Heilshandeln Gottes in Jesus Christus, in dem sich der ewige Heilsplan erfüllt, wie er in der Tora grundgelegt und offenbart ist (1 Kor 2,7 ; 15,3–6 ), völlig unverständlich bleiben.
Keine andere Stelle in der Tora präfiguriert aber in einem solchen Maß das Kreuzesopfer des „geliebten Sohnes“ (Mk 1,11 ), den Gott „nicht verschont“ (Röm 8,32 ), sondern hingegeben hat zum Leben der Welt (Joh 3,16 ), wie die Opferung des „geliebten Sohnes“ Isaak (Gen 22,2): „The continuation of Rom 8:32 ‘but gave him up for us all’ supports the allusion to the Akedah. Similar uses of ‘to give, to give up’ in Gal 1:4; 2:20; Eph 5:2, 25; Tit 2:14; and 1 Tim 2:6 to express Christ’s loving act of self-immolation also recall the targumic portrayal of Isaac’s selfimmolation.“

##### Das Tragen des Holzes und des Kreuzes

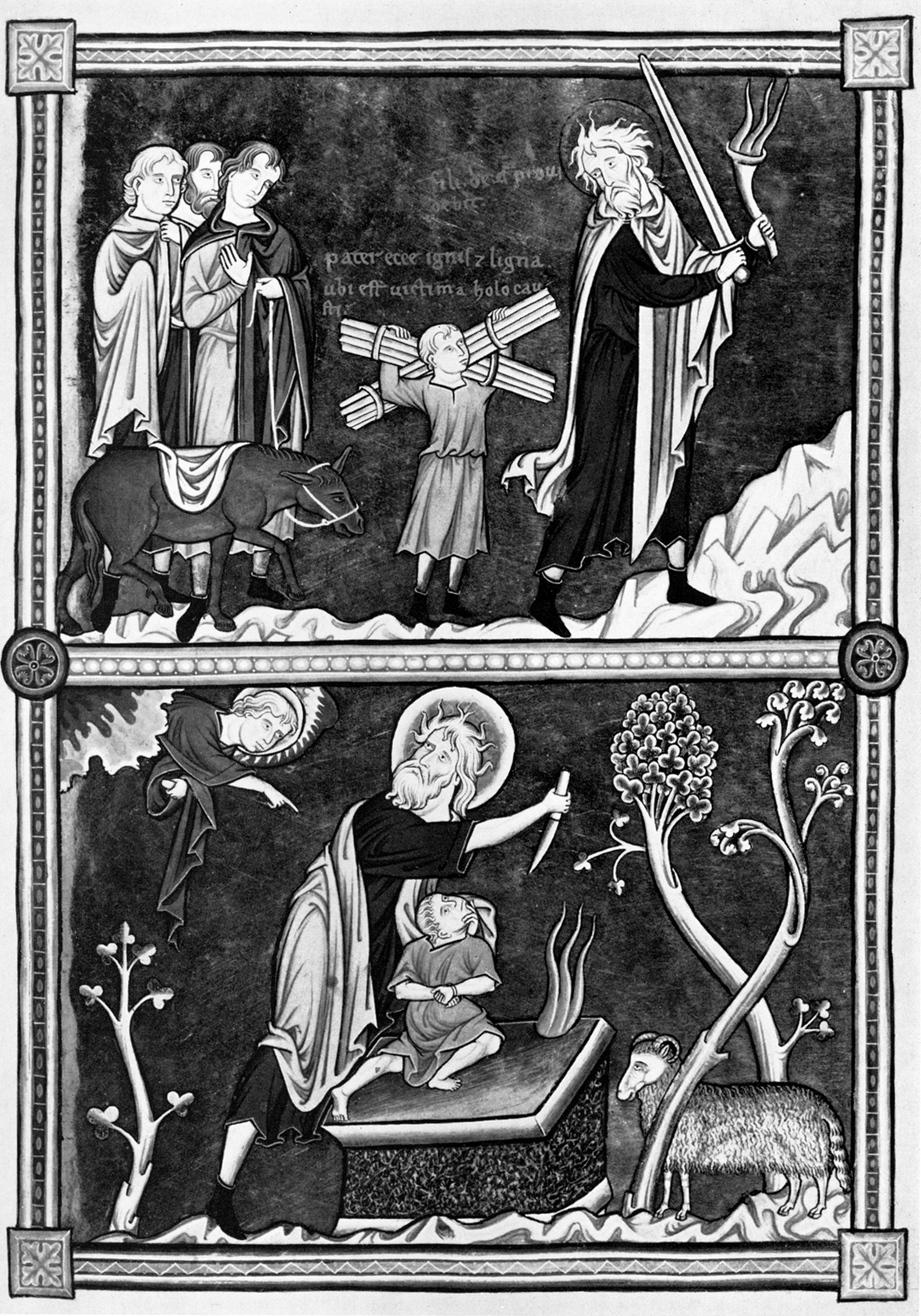
Ingeborg-Psalter (um 1200): Isaak trägt sein X-förmiges Holz, im X-förmigen Baum hat sich der Widder verfangen. Die erklärende Beischrift lautet: „pater ecce ignis et ligna. ubi est victima holocausti“ und „fili, deus providebit“.

Die Parallele zwischen dem holztragenden Isaak als priesterliche Handlung (Lev 1,7 ; 6,5 ) und dem das Holz des Kreuzes tragenden Jesus (Joh 19,17 ) ist schon früh gesehen worden. Sowohl die griechischen Kirchenväter (Irenäus, Clemens, Origenes, Gregor von Nazianz, Johannes Chrysostomos, Theodoret), als auch die lateinischen (Tertullian, Cyprian, Hilarius von Poitiers, Zeno von Verona, Ambrosius, Augustinus) über Isidor von Sevilla, Bonaventura und die Biblia pauperum bis hin zu Jakob Böhme werten diese Typologie aus – mit unterschiedlichen Akzenten. Ein Glasgemälde in der Kathedrale von Bourges zeigt Isaak, wie er anstelle seiner Hölzer das Kreuz trägt.
Schon die berühmte Stelle im Midrasch Bereschit Rabba (BerR 56,3) sagt, Isaak habe das Opferholz auferlegt bekommen „wie jemand, der sein Kreuz auf seiner Schulter trägt“. Dies wurde als Hinweis darauf verstanden, dass die Kreuzesstrafe im frühen Judentum als Martyrium gesehen wurde und Isaak als Prototyp des Märtyrers gilt. Michael Krupp hält eine christliche Einflussnahme hier für unwahrscheinlich mit dem Hinweis, dass das Bild vom Kreuzestod auch außerhalb des christlichen Denkens vorstellbar gewesen sei. Erich Dinkler verweist zur Deutung des Logions vom Kreuztragen in der Nachfolge Jesu auf Mt 11,29  („mein Joch drückt nicht und meine Last ist leicht“): im Gegensatz zum „schweren“ Joch der Tora (der „Gottesherrschaft“) sei das „Joch des Kreuzes“ leicht.
Papst Benedikt XVI. deutete in seiner Predigt bei seiner Amtseinführung am 19. April 2005 in Rom das Pallium, das ihm als altes Zeichen der päpstlichen Vollmacht in der Form des ostkirchlichen Omophoriums auf die Schulter gelegt wurde, als „Bild für das Joch Christi, das der Bischof dieser Stadt, der Knecht der Knechte Gottes, auf seine Schultern nimmt. Das Joch Gottes – das ist der Wille Gottes, den wir annehmen. Und dieser Wille ist für uns nicht eine fremde Last, die uns drückt und die uns unfrei macht. Zu wissen, was Gott will, zu wissen, was der Weg des Lebens ist – das war die Freude Israels“.

##### Grundlegung des Kultes
Nach Joseph Ratzinger ist Isaaks Blick auf dem Opferholz jener „geheimnisvolle Augenblick“, der die Grundlage sei für den jüdischen wie christlichen Kult und der darin festgehalten und vermitteln werden soll: „So erzählt jüdische Überlieferung, dass Gott in dem Augenblick, da Isaak einen Angstschrei ausstieß, den Himmel aufriss, wo der Knabe die unsichtbaren Heiligtümer der Schöpfung und die Chöre der Engel erblickte. Damit hängt eine andere Tradition zusammen, wonach Isaak den gottesdienstlichen Ritus Israels geschaffen habe; darum sei der Tempel nicht auf dem Sinai, sondern auf den Morijah gebaut worden. Alle Anbetung kommt gleichsam aus diesem Blick Isaaks heraus – aus dem, was er dort geschaut und darum vermittelt hat.“ Nach anderen jüdischen Quellen hat Isaak dort die „shekhinah“ (Gegenwart Gottes) erblickt.
Diesen Blick in den aufgerissenen Himmel deutet Ratzinger mit den Kirchenvätern als Blick auf den (himmlischen) Widder, der sich im Gestrüpp verfangen hat (Gen 22,13); denn dieser Widder sei Bild für das (kommende) Lamm Gottes als Grundlage des christlichen Kultes der Eucharistie („Seht das Lamm Gottes“): „Der Blick auf diesen Widder war der Blick in den geöffneten Himmel. Denn darin sah er den Gott, der vorsorgt und auch an der Schwelle des Todes, gerade dort, steht. […] Indem Isaak das Lamm sah, sah er, was Kult ist: Gott selbst bereitet sich seinen Kult, durch den er den Menschen ablöst, erlöst und ihm das Lachen der Freude zurückgibt, das zum Lobgesang der Schöpfung wird.“

##### Das Urlicht des ersten Tages
Joseph Ratzinger weist auch darauf hin, „dass das Paschafest datumsmäßig im Sternbild des Widders – des Lammes – liegt“: „Das Sternbild am Himmel schien im voraus und für alle Zeiten von dem ‚Lamm Gottes‘ zu sprechen, das die Sünde der Welt hinwegnimmt (Joh 1,29 ), von dem, der alle Opfer der Unschuldigen in sich zusammenfasst und ihnen Sinn gibt. Die geheimnisvolle Erzählung von dem Widder, der sich im Gestrüpp verfangen hatte und an die Stelle Isaaks als das von Gott selbst bestimmte Opfer trat – sie wird nun als Vor-Geschichte Christi verstanden, die Baumgabel, in der er hing, als Abbild des Tierkreiszeichens des Widders und dieses wiederum als das himmlische Vor-Bild des gekreuzigten Christus. Dabei ist noch anzumerken, dass jüdische Überlieferung das Abrahamsopfer auf den 25. März datiert. Dieser Tag wurde […] auch als Tag der Weltschöpfung angesehen – als der Tag, an dem Gottes Wort verfügte: ‚Es werde Licht!‘.“
Von dem Urlicht des ersten Schöpfungstages (vgl. 2 Kor 4,6 ) heißt es dann: „In der Schöpfung selbst ist schon jenes Licht da, das dann am achten Tag in der Auferstehung des Herrn und in der neuen Welt zu seiner vollen Helligkeit kommt, uns den Glanz Gottes sehen lässt.“ Die jüdische Überlieferung erklärt, das Urlicht „wird von Gott weggenommen, um am wirklichen Tag wiederzukommen“, das heißt am achten Tag. Das Urlicht „ist in seinem nicht-materiellen Sinn identisch mit ‚chessed‘, was sich mit Liebe, Gnade, Güte umschreiben lässt, ein Schenken ganz umsonst.“
Gnade, Güte und Liebe liegen der Schöpfung als ihre unsichtbare rechte Tag-Seite vom ersten Tag an zugrunde. Die sichtbare linke Nacht- und Körperseite des zweiten Tages, der in Gen 1,6–7  nicht gut geheißen, also gesegnet wird wie die anderen Tage, vermittelt hingegen das Bild einer endlichen Welt mit der Sterblichkeit allen Lebens, der Knappheit der Güter und der Gewalt zwischen den Geschöpfen („Fressen und Gefressenwerden“). Darum kann nur die Weisheit des Glaubens an der gefallenen Schöpfung den Charakter ihres Geschaffenseins in Gnade, Güte und Liebe ablesen: „Aufgrund des Glaubens erkennen wir, dass die Welt durch Gottes Wort erschaffen worden und dass so aus Unsichtbarem das Sichtbare entstanden ist“ (Hebr 11,3 ). „Aufgrund des Glaubens brachte Abraham den Isaak dar, als er auf die Probe gestellt wurde, und gab den einzigen Sohn dahin… Er verließ sich darauf, dass Gott sogar die Macht hat, Tote zum Leben zu erwecken; und darum erhielt er Isaak auch zurück. Das ist ein Sinnbild“ (Hebr 11,17–19 ).

##### König (Hirte) und Lamm
Das Sich-Verlassen auf Gottes Allmacht und Vorsehung ist nicht grundlos, sondern hat seinen Grund und Logos in der Schöpfungsordnung, wie sie vor allem im kosmischen Geschehen der Wiederkehr des Frühlings und neuen Lebens erkennbar ist: „Der Rücklauf der Sonne in den Frühlingspunkt oder in den ‚Widder‘ offenbart nicht nur den ‚Logos‘ des Kosmos, sondern auch die Güte seines Urhebers, weil in ihm das Leben zurückkehrt.“ Deshalb endet Gen 22 nicht mit der Himmelsöffnung und der Verhinderung der realen Opferung, sondern sie führt unmittelbar zum Sehen des Widders (Lammes) im Baum im „Aufsehen“ zum Himmel und zum Frühlingspunkt.
Im Kreuzesopfer des „Lammes Gottes, das die Sünde der Welt hinwegnimmt“ (Joh 1,29 ), am Rüsttag vor dem Sabbat (7. Tag) in der Nähe zum Frühlingspunkt als Symbol des Anfangs der Welt, wird die erlösende Verbindung zum Himmel oder zum achten Tag hergestellt. Dies ist gleichbedeutend mit dem Bau des Tempels des Auferstehungsleibes Christi „in drei Tagen“ oder am dritten Tag (Joh 2,20–22 ), das ist – vom 6. Tag (Freitag) an gerechnet – der Sonntag als erster Tag der Woche oder als der achte Tag. Herbert Schade verweist darauf, dass in einer Aufschrift auf einem Medaillon der Türe von Santa Pudenziana in Rom (4. Jahrhundert) zu lesen ist, „dass Hirte und Lamm identisch sind: Hic agnus mundum restaurat sanguine lapsum mortuus et vivus idem sum pastor et agnus. Dieser Text ist leicht zu übersetzten, aber schwer zu verstehen. ‚Dieses Lamm erneuert durch sein Blut die gefallene Welt. Tot und lebendig bin ich derselbe, Hirte und Lamm.‘ Eigentlich heißt ‚restaurare‘: den ‚Pfahl wiederaufrichten‘. Es wird also zuerst von der Wiederaufrichtung des Weltpfeilers im Frühling gesprochen, die sich im ‚Widder‘ ereignet.“

##### Schnittpunkt von Zeit und Ewigkeit

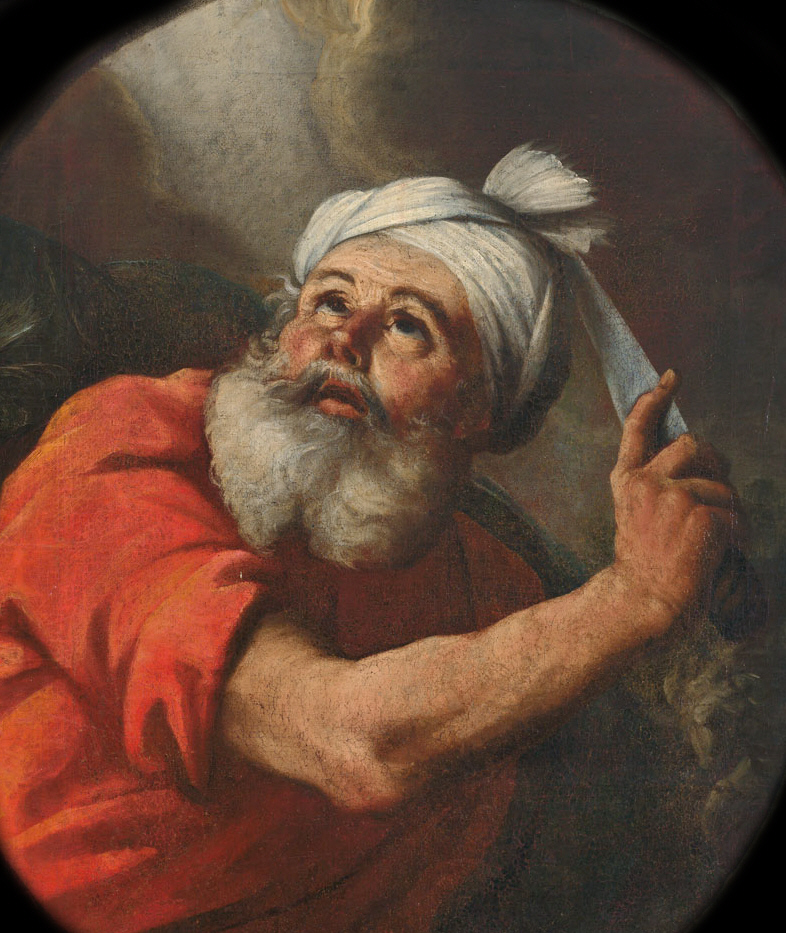
Anonymer Meister: Abraham erhebt das Messer, um 1700

Der „Lanzenstich“ oder der Vorgang der „Durchbohrung“ bei der Kreuzigung Jesu (Joh 19,34.37 ) hat sein typologisches Vorbild beim Vierten Lied des Jesaja vom Gottesknecht, mit dem Isaak identifiziert wird: „Er wurde durchbohrt wegen unserer Verbrechen, zermalmt wegen unserer Sünden“ (Jes 53,5 ). Justin der Märtyrer (2. Jahrhundert) nennt „Christus mit Vorliebe einfach den ‚Durchbohrten‘“. Die „Durchbohrung“ des Widders entspricht also dem Schnittpunkt von Ekliptik, dem Lauf der Sieben Planeten auf dem Band der Zwölf Tierkreiszeichen, und Himmelsäquator, dem scheinbar gegenläufigen Lauf der Fixsterne. Diese beiden „Himmelskreise“ stehen für Zeit und Ewigkeit und schneiden sich an zwei Punkten: den beiden Äquinoktien im Frühling (= Ostpunkt) und Herbst (= Westpunkt). Der Tierkreis wird vom Ost- oder Frühlingspunkt als Symbol des „Anfangs“ des Jahres und der Welt zum „Baum der Vergebung“, weil hier eine Er-innerung oder Rückkehr zum Ursprung stattfindet.
Dieses ganze kosmische Gefüge der zwei sich schneidenden Himmelskreise erscheint in der Berufungsvision des Ezechiel als Thronwagen Gottes oder „Räderwerk“ (hebr. galgal), das mit dem Tempel in Beziehung steht (Ez 1 ; 10,13.18–22 ). Die Vier viergesichtigen Urwesen als „Räder“ (Stier, Löwe, Adler, Mensch, die späteren Symbole der Vier Evangelisten) werden vom Geist der Cherubim bewegt. Es handelt sich dabei um die vier mittleren Quadranten des Tierkreises (Adler ist die Geistseite zu Skorpion, Mensch oder Engel steht für das Winterzeichen Wassermann). In der Johannes-Apokalypse umstehen diese Vier Wesen den Gottesthron mit dem Lamm (Widder) im Zentrum (Offb 5,6 ).
Die vier Tierkreiszeichen oder Urwesen verkörpern auch die vier Buchstaben des Gottesnamens oder Tetragramms JHWH: „J entspricht dem Menschen, H dem Löwen, W dem Stier und das zweite H dem Adler. Dieser Wagen symbolisiert das Wirken Gottes in der Welt, er ist eine andere Möglichkeit der Offenbarung durch die Natur oder den Kosmos“. Oberhalb des Thronwagens erscheint in der Ezechielvision die Herrlichkeitsgestalt des Herrn, „die wie ein Mensch aussah“ (Ez 1,26–28 ). Ephraem der Syrer identifiziert diese menschenähnliche Gottesgestalt mit Christus und den kosmischen Thronwagen mit dem Kreuzesthron: „Den Wagen der vier Wesen verließ er [Christus] und stieg herab – und schuf sich das Kreuz als Gefährt nach den vier Weltrichtungen.“
Herbert Schade schreibt: „Dieses Räderwerk der kreisenden Sonne bildet auch das sphärische Kreuz oder den sphärischen Menschen in der Gestalt des griechischen Buchstabens X (= Chi).“ In der Naturphilosophie Platons, im Dialog Timaios, symbolisiert der griechische Buchstabe X (= Chi) diesen Schnittpunkt von Himmelsäquator und Ekliptik und darum die Weltseele, die den Weltleib der Erde am Leben erhält. Mittelalterliche Illustrationen der Opferung Isaaks wie der Ingeborg-Psalter (um 1200) stellen den Baum, in dem sich der Widder verfängt (Gen 22,13), wie auch die beiden Hölzer für das Brandopfer, die Isaak trägt, in kreuzförmiger X-Form dar (s. o. Kreuztragen). Schon Justin bezieht das Chi Platons auf das Kreuz Christi. „Was Platon über die Weltseele sagt, erscheint ihm (Justin) als Hinweis auf das Kommen des Logos, des Sohnes Gottes. Und so kann er nun sagen, dass die Gestalt des Kreuzes das größte Symbol der Herrschaft des Logos sei, ohne die es keinen Zusammenhang in der ganzen Schöpfung geben könne (1. Apol. 55).“
Der Logos ist im Johannesevangelium das Schöpferwort als ideenhaft-ideale Schöpfungsordnung oder himmlische Weisheit (Joh 1,1–3 ), in der alles Bestand hat (vgl. Kol 1,16–18 ). Die Fleischwerdung dieses Logos (Joh 1,14 ) bedeutet die Wiederherstellung des Bundes von Geist und Fleisch (am Kreuz), so dass Gottes Herrlichkeit (V. 14; vgl. Joh 2,11 ) wieder im Glauben sichtbar wird. Der eigentliche Ort der Offenbarung der Herrlichkeit (Ehre Gottes) ist die (Selbst-)Erniedrigung des Sohnes Gottes im Gehorsam gegenüber dem Willen des Vaters bis zum Tod am (Sklaven-)Kreuz (Phil 2,6–8 ). In der Didache (um 60/65), der „Lehre der Zwölf Apostel“, in der von Kreuz und Auferstehung keine Rede ist, wird der Name Jesu immer mit dem Zusatz versehen: „der gehorsam war“. Nach dem biblischen Grundsatz: „Wer sich selbst erhöht, wird erniedrigt, und wer sich selbst erniedrigt, wird erhöht werden“ (Mt 23,12 ; Lk 14,11 ; 18,14 ) bedeutet die Erniedrigung am Kreuz hintergründig die Erhöhung auf den Thron des Kreuzes (vgl. Joh 12,32 ; 3,14 ), das heißt die Rückkehr zum Ursprung, wie er im Widder im Baum symbolisiert ist.

## Weitere Ansätze der Interpretation

### Tieropfer versus Menschenopfer
Eine religionsgeschichtliche Deutung geht davon aus, dass es bei der Opferung Isaaks um eine Ätiologie gehe, die die Ablösung von Menschenopfer durch Tieropfer begründen will. Damit einher gehen mindestens die folgenden vorausgesetzten Annahmen:
- Gen 22 hatte eine ältere Überlieferungsschicht, in der diese Ablösungslogik hervortritt. In der uns vorliegenden Form der Erzählung geht es nicht mehr darum, sondern nur ganz ursprünglich war die Erzählung thematisch damit verbunden.
- Es war in einem gewissen Zeitraum (womöglich in einer vorisraelitischen Zeit) völlig normal, Kinder zu opfern. Irgendwann haben die regelmäßigen Kinderopfer aufgehört und stattdessen führte man Tieropfer ein.

Es gibt Argumente, die für diese Deutung sprechen. Zum Beispiel scheinen Kinderopfer offensichtlich Thema gewesen zu sein, weil es verschiedene Texte gibt, die sich damit auseinandersetzen: Zum Beispiel die drei Erzählungen aus Gen 22, Ri 11 und 2Kön 3. Daneben ist noch 1Kön 16,34 (vgl. Jos 6,26) zu nennen. Aus Ez 20,25f geht auch hervor, dass es früher durchaus Kinderopfer für Adonai gegeben hat, auch wenn sie aus der Perspektive des Autors verurteilt werden.
Es gibt auch Argumente, die gegen diese Deutung sprechen, z. B. Abrahams Aussage in Gen 22,8, dass Gott sich ein „Schaf“ ersehen wird – das scheint nahezulegen, dass es bereits gängig war, Tiere zu opfern. Demnach wäre die Kindesopferung hier (und auch in Ri 11 und 2Kön 3) eine extreme Ausnahmesituation mit singulärem Charakter – und somit alles andere als ein reguläres Opferritual. Aber selbst wenn man davon ausgeht, dass Gen 22 in einer Zeit von regelmäßigen Kinderopfern entstanden ist, wird in der Erzählung keine kritische Auseinandersetzung damit deutlich, weil die Forderung Gottes zunächst gar nicht kritisiert wird. Also kann es nicht im Interesse von Gen 22 gewesen sein, die Kinderopferthematik zu behandeln. Auch wird nirgendwo explizit zur Sprache gebracht, dass die Erzählung dazu dienen soll, eine neue Opferpraxis zu begründen (ein Satz wie „Daher opfert man bis auf den heutigen Tag Tiere und nicht Menschen“ fehlt).
Ez 20,25f muss man nicht zwangsläufig als Kinderopfer verstehen, sondern kann die Formulierung „durchs Feuer gehen lassen“ auch als eine rituelle Weihung interpretieren. Mi 6,7 lehnt nachdrücklich Kinderopfer ab. Hinzu kommt, dass man von nomadischen Gesellschaften des antiken Orients keine Menschenopfer kennt. Die inschriftlichen und archäologischen Befunde bei den Phöniziern und Puniern sind nicht eindeutig.
Weder in der jüdischen noch in der christlichen Tradition wurde (abgesehen von der religionsgeschichtlichen Deutung ab dem 20. Jh.) die Erzählung von der Opferung Isaaks jemals so verstanden, als richte sie sich in erster Linie gegen Kinder- oder Menschenopfer; diese nachhaltig rezipierte religionsgeschichtliche Interpretation begründete Hermann Gunkel (1862–1932). „Es ist der Gott Israels selbst, der Abraham den Befehl [zum Sohnesopfer] gibt. Und der Text lässt keine prinzipielle Auseinandersetzung mit dem Thema des Menschen- oder Kinderopfers erkennen. Abrahams Bereitschaft, seinen Sohn zu opfern, wird sogar ausdrücklich gutgeheißen. ‚Denn jetzt weiß ich, dass du Gott fürchtest und deinen einzigen Sohn mir nicht vorenthalten hast.‘“ In Israel gab es eine Tradition, Menschenopfer als „heidnisch“ ausdrücklich zu verwerfen (Dtn 12,31 ; Jer 32,35 ; Ps 106,37 ) und in der Frage Isaaks nach dem Lamm (V. 7) wird das Tieropfer vorausgesetzt.
Die Bewahrung Isaaks vor dem Opfertod (Gen 22,12) macht das Opfer auch nicht unvollständig oder ungültig, sondern es gilt durch die Opfergesinnung im „Herzen“ als ideell erbracht – in der jüdischen Tradition ist sogar vom „Blut Isaaks“ und von der „Asche Isaaks“ die Rede; seinem freiwilligen „immerwährenden“ Opfer wird zudem Heilsbedeutung für die ganze Welt zugesprochen, an Isaaks „Verdienste“ wegen seiner Opferung wird Gott im Morgengebet und in der Liturgie „erinnert“. Darum geht es an der Sache vorbei, wenn der Soziologe Gunnar Heinsohn am letztlich verhinderten Opfer des Isaak den „Kernkonflikt“ zwischen Judentum und Christentum festmachen will: „Bis heute stehen die Konzepte des kindesverschonenden Abrahamgottes und des sohnesopfernden Christengottes unvereinbar nebeneinander.“
Nach Jürgen Ebach lässt sich Gen 22 nur vom Wechsel in der Bezeichnung des „Gottesnamens“ her verstehen: „Der Befehl [zur Opferung] geht aus von ‚der Gottheit‘ (ha-elohim). In dem Moment aber, in welchem ein Bote Gottes erscheint und Abraham befiehlt, dem Jungen nichts anzutun, ist es der Bote JHWHs. In eben dem Moment, in dem Gott mit dem eigenen Namen erscheint, wird offenbar, dass das Menschenopfer nicht sein soll.“ Es bestehe eine „Identität und Differenz zwischen dem Leben fordernden und dem Leben schenkenden Gott.“ Diese „Identität und Differenz“ ist letztlich die zwischen Gerechtigkeit und Barmherzigkeit, die aber in der Erzählung gerade eins werden sollen.

### Selbstwerdung versus Naturmythos
Nach Eugen Drewermann liegt eine der Hauptaussagen der Erzählung im „eklatanten Widerspruch zu den Fruchtbarkeitsreligionen“, wonach die Opferung von Menschen „ein uraltes Motiv der Fruchtbarkeitsriten“ ist; darum ist es „im Kontext der Naturreligionen nicht so verwunderlich, dass Gott dem Stammvater Israels aufträgt, seinen Sohn zu opfern, es muss im Gegenteil viel eher Wunder nehmen, dass er es ihm auf dem Berg Morija durch die Erscheinung eines Engels ausdrücklich verbietet (Gen 22,11–13). […] Ohne Zweifel will sie ganz besonders hervorheben, dass der Gott Israels das Leben jedes einzelnen betrachtet und nicht will, dass man es wie etwas Unwesentliches im Dienste der Natur zertritt. […] Der Wert des Einzelnen vor Gott – und damit zugleich die Entdeckung der Geschichte – unterscheidet den Glauben Israels, wie er am Beispiel Abrahams gezeigt wird, prinzipiell von den Auffassungen der Naturreligionen.“ Die Erzählung ziele auf die Unterscheidung von Person und Natur, Einzelnem und Gattung, Geschichte und Furchtbarkeitsmythos, tiefenpsychologisch: auf die Auflösung der inneren Vater-Sohn-Bindung. Zwar geht es um ein Zurückdrängen der natürlichen Fruchtbarkeit, aber dies nicht einfach im Sinn personaler Selbstwerdung, sondern im Sinn der geistlichen Fruchtbarkeit im Glauben, das heißt der Gotteskindschaft als Wiederherstellung der ursprünglichen Gottebenbildlichkeit.

### Universalismus
Omri Boehm vermutet, dass der erste Auftritt des Engels im Nachhinein hinzugefügt worden ist, weil die Verse 11 und 12 Anomalien aufweisen würden, sodass sich die Bedeutung der Bindung Isaaks ändere. Abraham habe sich dem Befehl Gottes widersetzt, weil der Befehl seinem Gewissen widersprochen habe, was im Einklang mit 1. Mose 18 sei: Dort widerspricht Abraham Gottes Vorhaben, die Stadt zu zerstören. „Seine Menschlichkeit verdankt sich dem Bewusstsein eines absoluten Gesetzes: keines Gesetzes Gottes, sondern desselben Gesetzes, dem er auch Gott unterwirft.“

## Islamische Sicht auf den Text
„Im Islam bildet die Erinnerung an das Abrahamopfer den Abschluss des Opferfestes und Höhepunkt der jährlichen Wallfahrt zur Kaaba (‚Haus Gottes‘) in Mekka. Das Fest wird in der gesamten islamischen Welt am 10. Tag des Wallfahrtsmonats begangen. So erinnert man sich daran, dass ‚Ibrahim‘ bereit war, auf Gottes Geheiß seinen erstgeborenen Sohn zu opfern (der Tempelberg Morija wird in der islamischen Überlieferung zur Kaaba). Damit stellte er nach islamischer Sicht seinen ‚Glauben‘ im Sinn von ‚Hingabe‘, Unterwerfung unter Gottes Willen unter Beweis, was ihn zum vorbildlichen Muslim und zum Urmodell des wahrhaft Gläubigen für alle Menschen macht.“
Volkstümlicherweise wird dabei auch Isaak in den erstgeborenen Ismael (arab. ‚Ismail‘) umgedeutet. Dies ermöglicht im Koran Sure 37:99–109, in der im Zusammenhang mit der biblischen Opferungsgeschichte nur von einem „braven Jungen“ ohne Namen die Rede ist. Dieser bekräftigt dortselbst „seinen Willen zum Selbstopfer: ‚Vater, tu, was dir befohlen wird. Du wirst, so Gott will, finden, dass ich zu den Standhaften gehöre‘“ (Sure 37,102).

## Rezeption in der Kunst

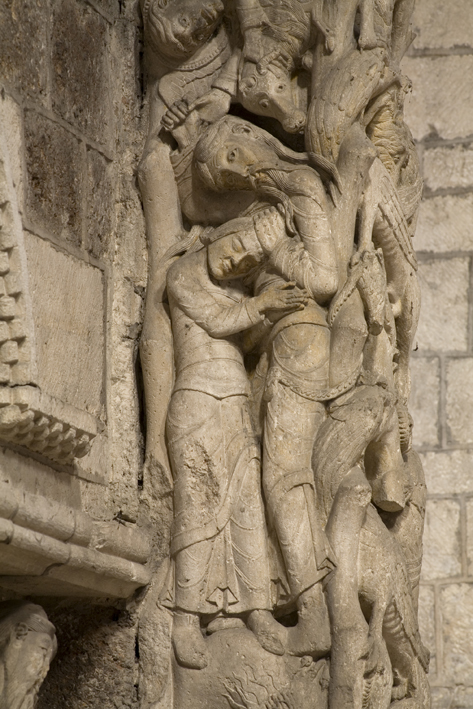
Opferung Isaaks am ehemaligen Trumeaupfeiler des Portals der Abteikirche von Souillac

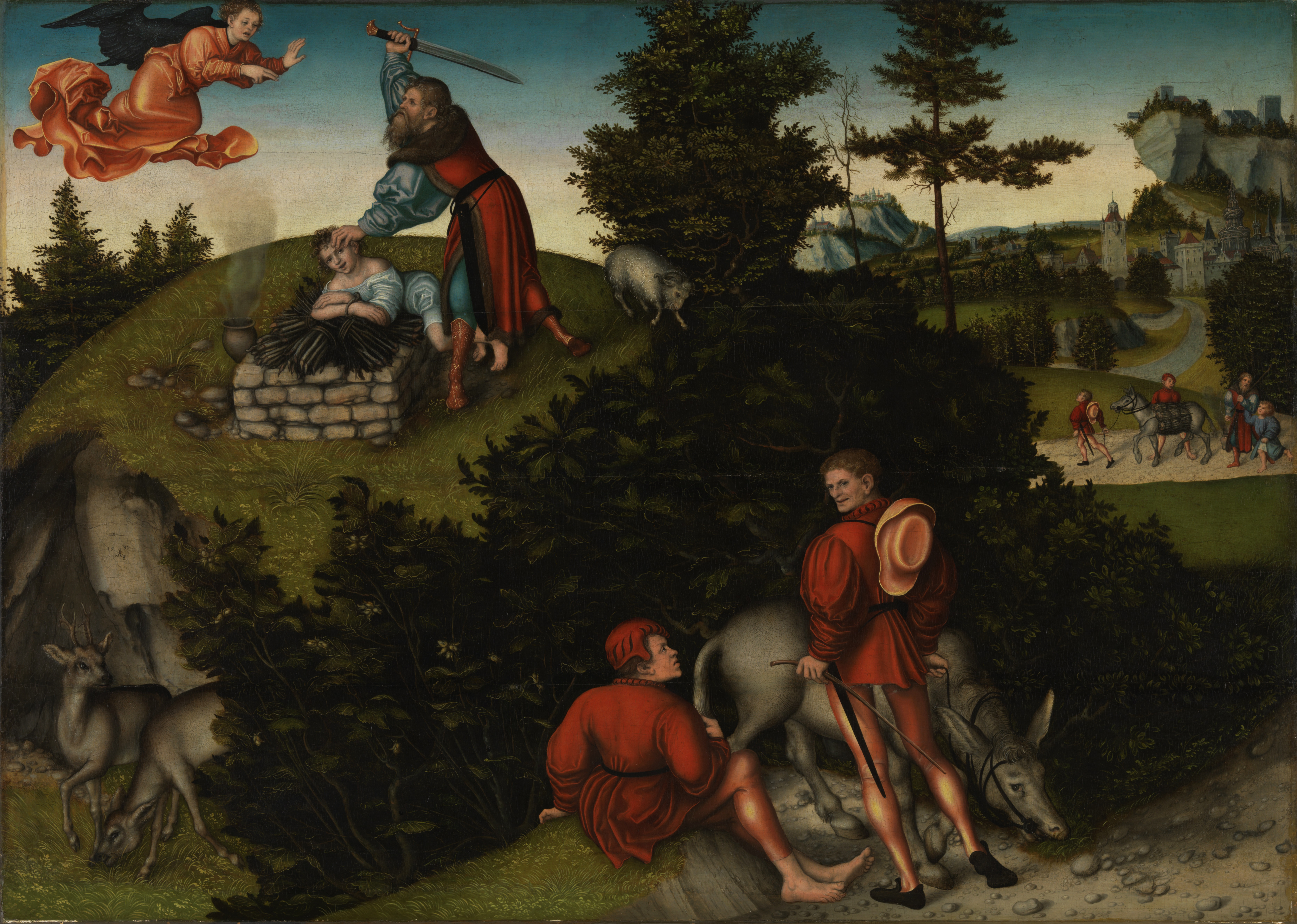
Lucas Cranach d. Ä., Das Opfer Abrahams (1530).

Das Thema der Opferung Isaaks findet sich häufig auf frühchristlichen Sarkophagen, romanischen Kapitellen und Trumeaupfeilern als Relief dargestellt, Isaak meist auf einem Holzstoß gebunden, während Abraham mit dem Messer ausholt. Ein Engel oder Gott selbst hindert ihn im letzten Moment, zuzustoßen.
In einem der seltenen religiösen Dramen der byzantinischen und nachbyzantinischen Literatur, der anonym überlieferten Θυσία του Αβραάμ („Opferung des Abraham“) eines unbekannten venezianisch-kretischen Dichters des 15. Jahrhunderts, gelangt sie zu szenischer Darstellung. Auch im 20. Jahrhundert wurde das Thema dramaturgisch bearbeitet. Papst Johannes Paul II. hat sich im Rahmen der Meditationen seines dreiteiligen Gedichtzyklus Römisches Triptychon ebenfalls näher mit der Opferung Isaaks befasst.

### Moderne Medien
In dem 2D-Action-Adventure „The Binding of Isaac“ (2011) von Edmund McMillen nimmt die titelgebende Figur Isaac die Rolle eines vor der Opferung durch seine Mutter fliehenden Isaak ein. Dem Werk mit zahlreichen biblisch-mythologischen Referenzen verlieh die USK eine Einstufung ab 16 Jahren, wegen seiner „tendenziell blasphemischen Botschaft“.
Das Lied „Abraham's Daughter“ der Band Arcade Fire, das im Abspann des Films „Die Tribute von Panem – The Hunger Games“ zu hören ist, thematisiert ebenfalls die Bindung Isaaks. Allerdings tritt hier eine fiktive Tochter Abrahams auf. Sie erreicht, dass der Engel Gottes von seinem Auftrag abrückt und Abraham seinen Sohn Isaak unbeschadet gehen lassen kann. Im Kontext des Filmes zeigt sich eine interessante Parallele, da die Opferung der Tribute für das Kapitol ähnlich dem Opfer Isaaks interpretiert werden kann und die Protagonistin Katniss dies teilweise erfolgreich zu verhindern sucht.
2020 wurde die Opferung Isaaks in dem französischen Computeranimationsfilm It Wasn’t the Right Mountain, Mohammad unter der Regie von Mili Pecherer thematisiert.
Im Jahr 2023 erschien mit His Only Son eine Verfilmung der Bindung Isaaks.